# Liste der Biografien/Gut
Liste der Biografien |
Portal Biografien |
Personensuche
# |
A |
B |
C |
D |
E |
F |
G |
H |
I |
J |
K |
L |
M |
N |
O |
P |
Q |
R |
S |
T |
U |
V |
W |
X |
Y |
Z |
?
 
Ga |
Gb |
Gc |
Gd |
Ge |
Gf |
Gh |
Gi |
Gj |
Gk |
Gl |
Gm |
Gn |
Go |
Gp |
Gq |
Gr |
Gs |
Gu |
Gv |
Gw |
Gy |
Gz
 
Gua |
Gub |
Guc |
Gud |
Gue |
Guf |
Gug |
Guh |
Gui |
Guj |
Guk |
Gul |
Gum |
Gun |
Guo |
Gup |
Gur |
Gus |
Gut |
Guu |
Guv |
Guw |
Guy |
Guz
Die Liste der Biografien führt alle Personen auf, die in der deutschsprachigen Wikipedia einen Artikel haben. Dieses ist eine Teilliste mit 888 Einträgen von Personen, deren Namen mit den Buchstaben „Gut“ beginnt.

## Gut
- Gut Opdyke, Irene (1922–2003), polnische Krankenschwester, Gerechte unter den Völkern und Autorin
- Gut, Alexander (* 1963), schweizerisch-britischer Wirtschaftsprüfer und Unternehmer
- Gut, Andreas (* 1961), deutscher Prähistorischer Archäologe und Museumsdirektor
- Gut, Benno (1897–1970), Schweizer Geistlicher, Abtprimas der Benediktiner und später Kurienkardinal der römisch-katholischen Kirche
- Gut, Emanuel (* 1983), Schweizer Sänger
- Gut, Gudrun (* 1957), deutsche Musikerin, DJ, Moderatorin und ProduzentinGudrun Gut (* 1957)

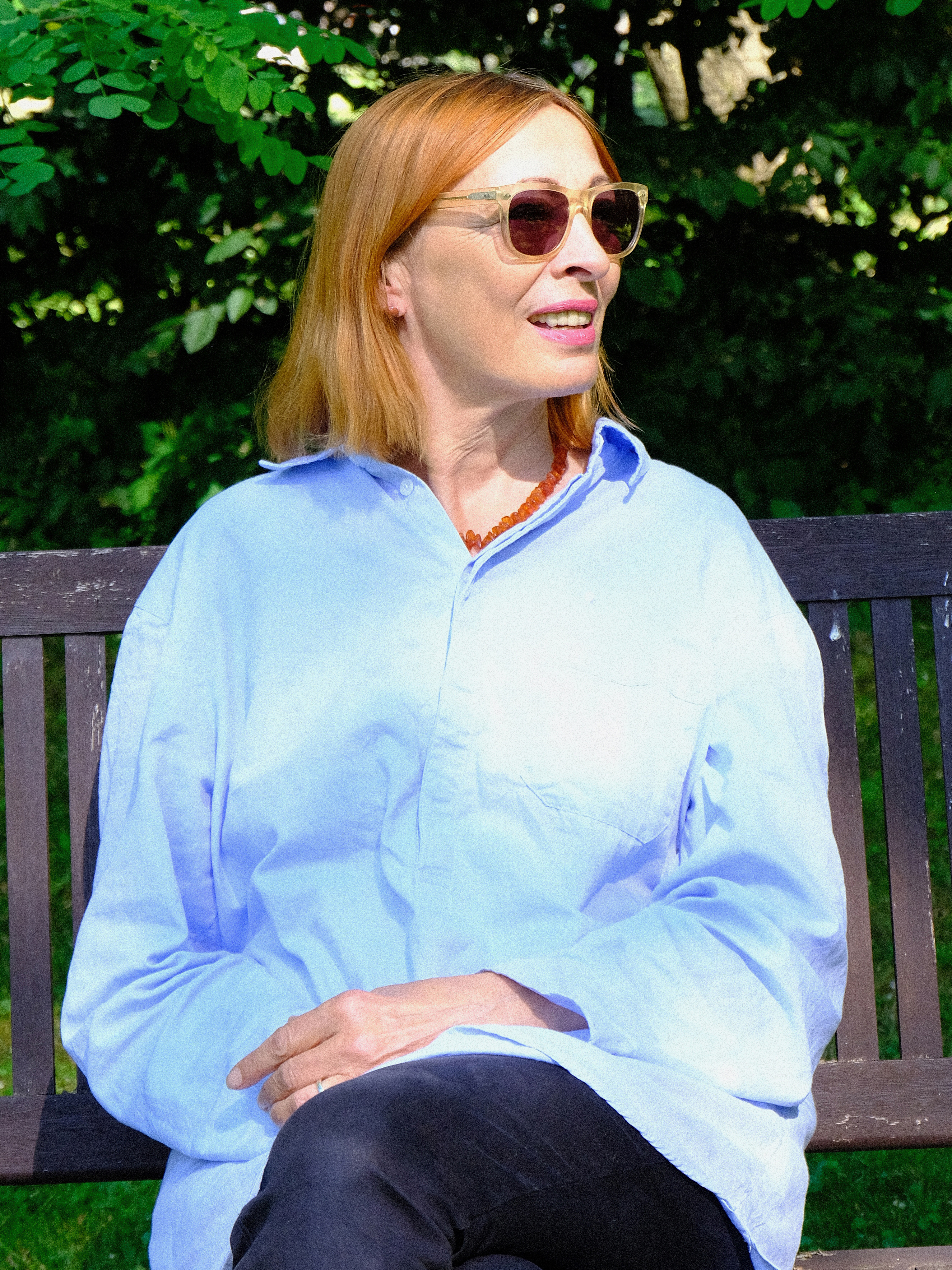
Gudrun Gut (* 1957)

- Gut, Herbert (1913–1976), deutscher Admiralarzt der Bundesmarine
- Gut, Ian (* 1995), liechtensteinisch-schweizerischer Skirennläufer
- Gut, Ida (* 1964), Schweizer Modedesignerin und Unternehmerin
- Gut, Karel (1927–2014), tschechoslowakischer Eishockeyspieler und -trainer
- Gut, Karl (1872–1920), Schweizer Politiker
- Gut, Malin (* 2000), Schweizer Fussballspielerin
- Gut, Peter (* 1959), Schweizer Karikaturist
- Gut, Philipp (* 1971), Schweizer Journalist und Buchautor
- Gut, Rainer E. (1932–2023), Schweizer Bankmanager
- Gut, Serge (1927–2014), französischer Musikwissenschaftler und Komponist
- Gut, Stjepko (* 1950), jugoslawischer bzw. serbischer Jazzmusiker (Trompete, Bigband-Leader)
- Gut, Theodor junior (1917–1999), Schweizer Chefredaktor, Verleger und Politiker
- Gut, Theodor senior (1890–1953), Schweizer Chefredaktor, Verleger und Politiker
- Gut, Ulrich E. (* 1952), Schweizer Jurist, Politiker und Publizist
- Gut, Ulrike, deutsche Anglistin
- Gut, Veronika (1757–1829), Unterstützerin des Nidwaldner Widerstandes
- Gut, Wendel, deutscher Kirchenlieddichter
- Gut, Zbigniew (1949–2010), polnischer Fußballspieler
- Gut-Behrami, Lara (* 1991), Schweizer SkirennfahrerinLara Gut-Behrami (* 1991)

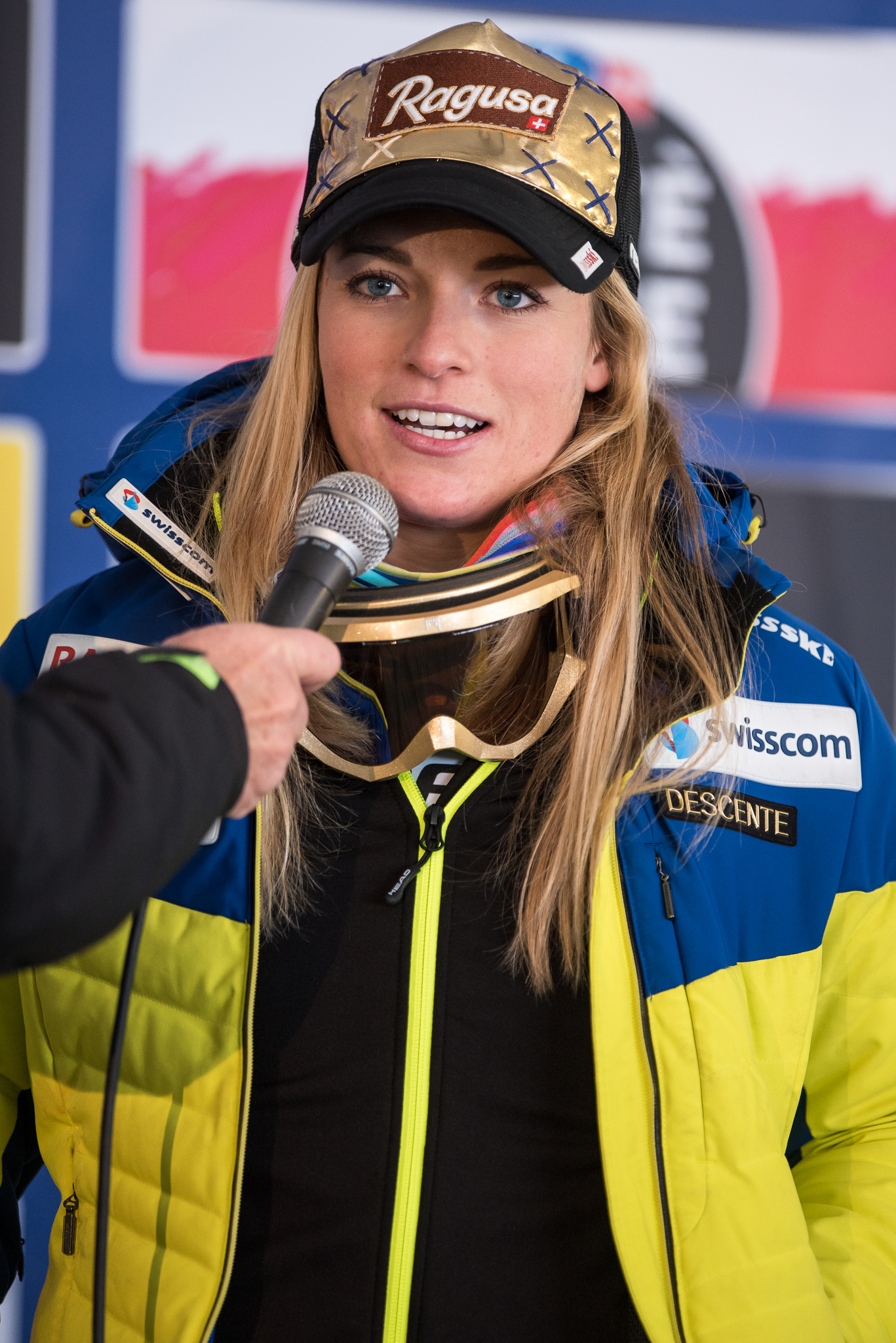
Lara Gut-Behrami (* 1991)

- Gut-Misiaga, Józef (* 1939), polnischer Skilangläufer
- Gut-Mostowy, Andrzej (* 1960), polnischer Politiker, Mitglied des Sejm
- Gut-Szczerba, Franciszek, polnischer nordischer Skisportler
- Gut-Winterberger, Ursula (* 1953), Schweizer Politikerin (FDP)

### Guta
- Guta von Habsburg (1271–1297), böhmische Königin
- Guta, Abiyote (* 1985), äthiopischer Langstreckenläufer
- Guta, Dejene (* 1981), äthiopischer Marathonläufer
- Guta, Robe (* 1986), äthiopische Marathonläuferin
- Gutalj, Goran (* 1969), slowenischer Fußballspieler
- Gutas, Dimitri (* 1945), US-amerikanischer Arabist und Gräzist
- Gutauskas, Andrew, US-amerikanischer Jazzmusiker (Baritonsaxophon)
- Gutauskas, Aurelijus (* 1972), litauischer Jurist
- Gutauskas, Matas Vytautas (* 1937), litauischer Ingenieur und Werkstoffwissenschaftler

### Gutb
- Gutberlet, Ewald (* 1940), deutscher Eishockeyspieler
- Gutberlet, Gerhard (* 1963), deutscher Schauspieler
- Gutberlet, Johann Kaspar (1748–1832), deutscher Mediziner und Anatom
- Gutberlet, Konstantin (1837–1928), deutscher Philosoph und Theologe
- Gutberlet, Theo (1913–1994), deutscher Kaufmann und Unternehmer im Lebensmittel-Einzelhandel
- Gutberlet, Thomas (* 1969), deutscher Unternehmer
- Gutberlet, Tim (* 1971), deutscher Fußballspieler
- Gutberlet, Wilhelm Karl Julius (1813–1864), deutscher Geologe
- Gutberlet, Wolfgang (* 1944), deutscher Unternehmer
- Gutberleth, Heinrich (1572–1635), deutscher Pädagoge
- Gutbier, Ägidius (1617–1667), deutscher Theologe, Orientalist und Gymnasiallehrer
- Gutbier, Alexander (1876–1926), deutscher Chemiker
- Gutbier, Caspar Christian (1709–1785), deutscher Jurist und kursächsischer Amtmann und Rittergutsbesitzer
- Gutbier, Christian August von (1798–1866), sächsischer Offizier und Geologe
- Gutbier, Edmund (* 1834), Schweizer Maler und Fotograf
- Gutbier, Ewald (1887–1965), deutscher Historiker und Archivar
- Gutbier, Hermann (1842–1936), deutscher Autor zur Thüringer Geschichte
- Gutbier, Karl (1882–1965), deutscher Heimatforscher
- Gutbier, Ludwig (1873–1951), deutscher Kunsthändler
- Gutbier, Rolf (1903–1992), deutscher Architekt, Stadtplaner und Hochschullehrer
- Gutbrod, Curt Hanno (1920–2008), deutscher Journalist, Schriftsteller und Drehbuchautor
- Gutbrod, Fabian (* 1988), deutscher Handballspieler
- Gutbrod, Friedrich Wilhelm (1873–1950), deutscher Ministerialbeamter und Staatssekretär
- Gutbrod, Georg Gottlob von (1791–1861), Oberbürgermeister von Stuttgart
- Gutbrod, Hans (1877–1948), deutscher Tierarzt
- Gutbrod, Hans (1942–2025), deutscher Physiker
- Gutbrod, Inge (* 1963), deutsche Künstlerin
- Gutbrod, Karl (1844–1905), deutscher Jurist
- Gutbrod, Philipp (* 1971), deutschamerikanischer Kunsthistoriker und Direktor des Institut Mathildenhöhe Darmstadt
- Gutbrod, Rolf (1910–1999), deutscher Architekt und Hochschullehrer
- Gutbrod, Walter (1908–1998), deutscher Maler
- Gutbrod, Wilhelm (1890–1948), deutscher Erfinder und Unternehmer im Fahrzeugbau
- Gutbub, Adolphe (1915–1987), französischer Ägyptologe
- Gutbub, Edgar (1940–2017), deutscher Bildhauer, Installationskünstler und Graphiker

### Gutc
- Gutcheon, Beth (* 1945), US-amerikanische Autorin
- Gutches, Leslie (* 1973), US-amerikanischer Ringer

### Gutd
- Gutdeutsch, Rudolf (1930–2021), deutscher Geophysiker

### Gute
- Güte, Heinrich Ernst (1754–1805), deutscher evangelischer Theologe und Hochschullehrer
- Gute, Herbert (1905–1975), deutscher Politiker (KPD, SED), Oberbürgermeister der Stadt Dresden (1958–1961)
- Gute, Petra (* 1966), deutsche Fernsehmoderatorin und Journalistin
- Gutekunst, Frederick (1831–1917), US-amerikanischer Fotograf
- Gutekunst, Gottlob Johann (1801–1858), württembergischer Maler und Fotograf
- Gutekunst, Karl (1876–1951), württembergischer Oberamtmann
- Guteland, Jytte (* 1979), schwedische Politikerin (Sveriges socialdemokratiska arbetareparti), MdEP
- Gutelman, Georges (1938–2019), belgischer Unternehmer
- Gutenäcker, Josef (1800–1866), Lehrer und Schriftsteller
- Gutenberg, Beno (1889–1960), deutsch-amerikanischer Seismologe und Geophysiker
- Gutenberg, Erich (1897–1984), deutscher Betriebswirt
- Gutenberg, Johannes, Erfinder des europäischen Buchdrucks mit beweglichen MetallletternJohannes Gutenberg

Johannes Gutenberg

- Gutenberg, Norbert (* 1951), deutscher Sprechwissenschaftler, Professor für Sprechwissenschaft
- Gutenberger, Karl (1905–1961), deutscher Politiker (NSDAP), MdR, MdL, General
- Gutenbrunner, Christoph (* 1954), deutscher Arzt
- Gutenbrunner, Siegfried (1906–1984), österreichischer Mediävist und Hochschullehrer
- Gutendorf, Rudi (1926–2019), deutscher Fußballspieler und -trainerRudi Gutendorf (1926–2019)

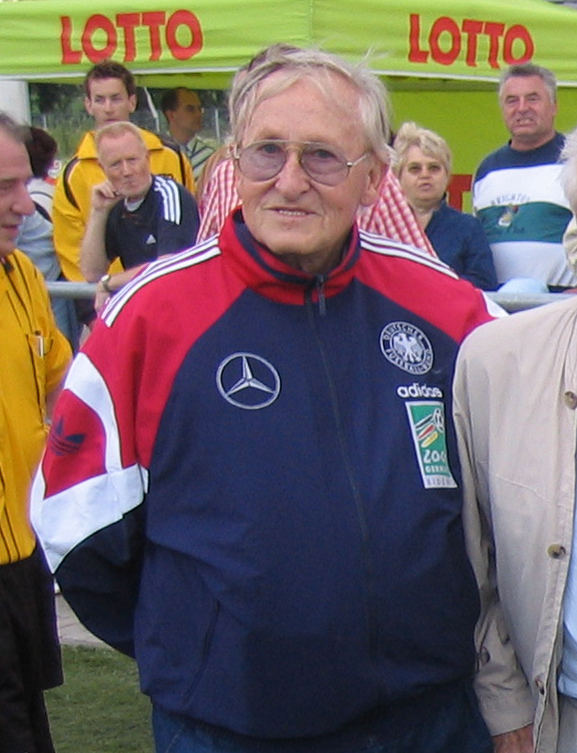
Rudi Gutendorf (1926–2019)

- Gutendorf, Werner (1929–1995), deutscher Fußballtorwart
- Gutenkunst, Emil (1903–1989), deutscher Kommunalpolitiker
- Gutenmacher, Lew Israilewitsch (1908–1981), sowjetischer Mathematiker, Informatiker, Pionier der Computertechnik und Hochschullehrer
- Gutensohn, Johann Gottfried († 1851), deutscher Architekt des Historismus
- Gutensohn, Katharina (* 1966), österreichisch-deutsche Skisportlerin (Ski Alpin und Freestyle)
- Guter, Heinrich (1925–2015), deutscher Architekt, Mitglied der Weißen Rose
- Guter, Johannes (1882–1962), deutschbaltischer Schauspieler, Filmregisseur und Drehbuchautor
- Guter, Josef (1929–2014), deutscher Autor und Politiker (CDU)
- Guter, Kurt (1921–2001), deutscher Politiker (SED) und Jurist
- Güterbock, Bruno (1858–1940), deutscher Privatgelehrter
- Güterbock, Ferdinand (1872–1944), deutscher Historiker
- Güterbock, Hans Gustav (1908–2000), deutschamerikanischer Hethitologe
- Güterbock, Karl (1830–1914), deutscher Jurist und Rechtshistoriker
- Güterbock, Leopold (1817–1881), deutscher Genre- und Orientmaler
- Güterbock, Ludwig (1814–1895), deutscher Mediziner
- Güterbock, Paul (1844–1897), deutscher Mediziner und Hochschullehrer
- Gutermann, Jessica (* 1984), deutsche Volleyball- und Beachvolleyballspielerin
- Gütermann, Max (1828–1895), österreichisch-schweizerischer Unternehmer und Firmengründer
- Gutermuth, Hans (1893–1917), deutscher Segelflugpionier
- Gutermuth, Heinrich (1898–1977), deutscher Gewerkschafter, Vorsitzender der IG Bergbau und Energie
- Gutermuth, Max (1858–1943), deutscher Maschinenbauingenieur und Hochschullehrer
- Gutermuth, Wilhelm (1905–1982), deutscher Internist
- Guterres Dutra, Sílvio (* 1966), brasilianischer Geistlicher, römisch-katholischer Bischof von Vacaria
- Guterres Lopes, Aniceto (* 1967), osttimoresischer Menschenrechtler und Politiker
- Guterres, Abel (* 1956), osttimoresischer Diplomat
- Guterres, António, osttimoresischer Politiker
- Guterres, António (* 1949), portugiesischer Politiker und UN-GeneralsekretärAntónio Guterres (* 1949)

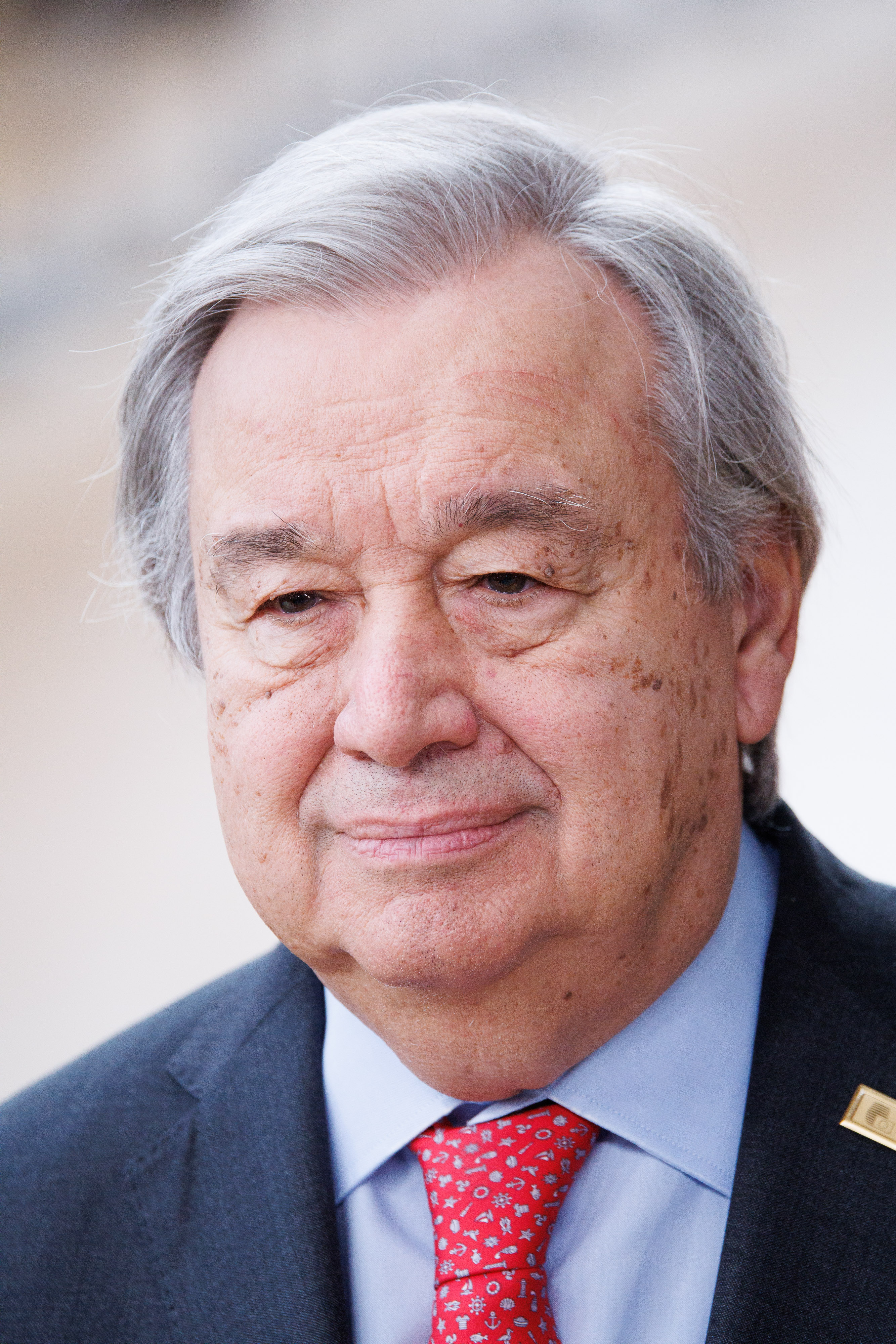
António Guterres (* 1949)

- Guterres, Aquilino Fraga, osttimoresischer Politiker
- Guterres, Aurélio Sérgio Cristóvão (* 1966), osttimoresischer Akademiker und Politiker
- Guterres, Caetano, osttimoresischer Diplomat
- Guterres, Cidália Lopes Nobre Mouzinho, Ehefrau des osttimoresischen Staatspräsidenten
- Guterres, Eurico (* 1971), osttimoresischer Führer der pro-indonesischen Miliz Aitarak in Osttimor
- Guterres, Eusébio, osttimoresischer Politiker
- Guterres, Felicidade de Sousa, osttimoresische Diplomatin und Beamtin
- Guterres, Felisberto Monteiro (* 1967), osttimoresischer Politiker
- Guterres, Francisca (1961–2022), osttimoresische Unabhängigkeitskämpferin
- Guterres, Francisco (* 1954), osttimoresischer PolitikerFrancisco Guterres (* 1954)

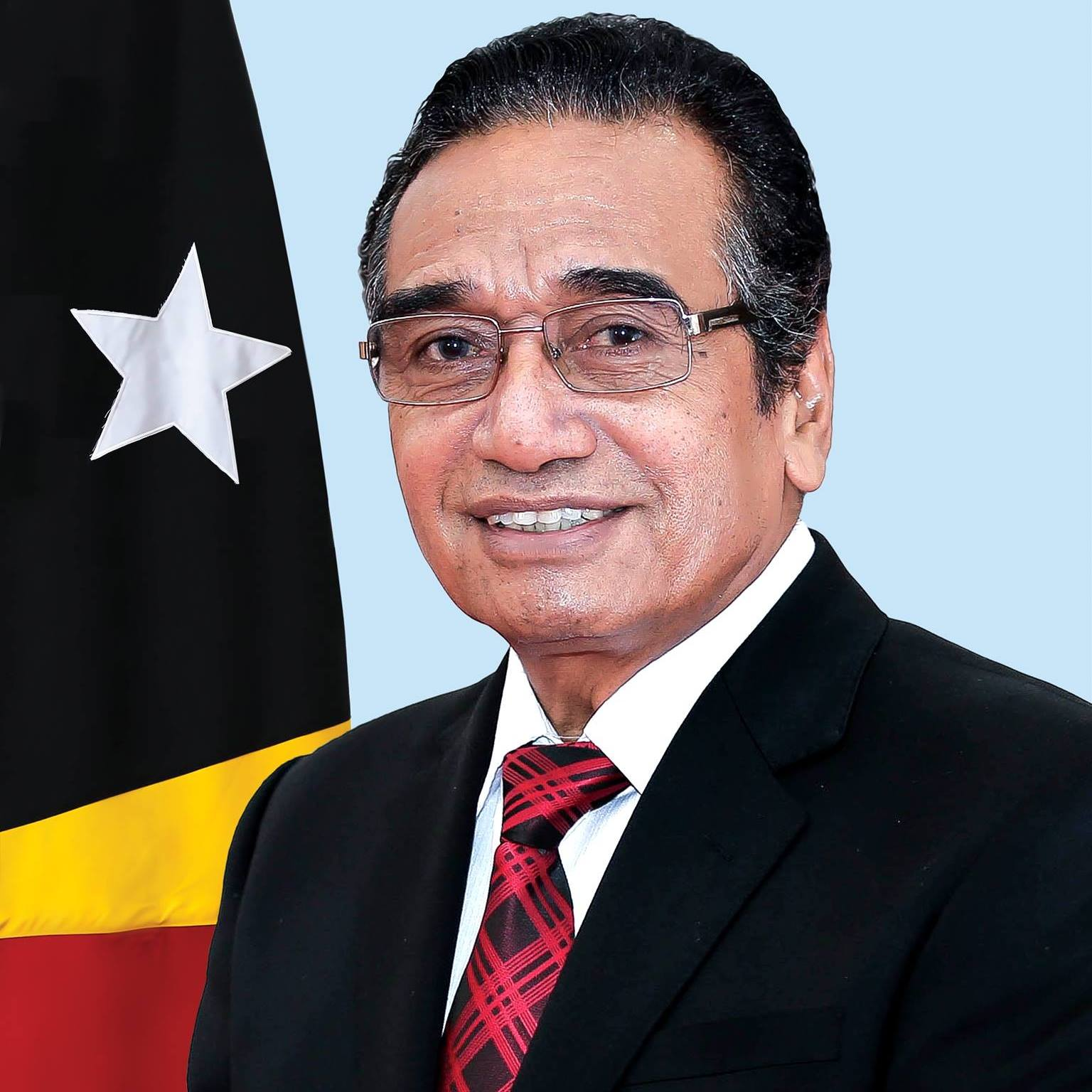
Francisco Guterres (* 1954)

- Guterres, Francisco da Costa, osttimoresischer Staatssekretär für Sicherheit
- Guterres, Isabel (* 1958), osttimoresische Politikerin und Diplomatin
- Guterres, Joaquim Bernardino († 1999), osttimoresischer Student, Opfer von Polizeigewalt
- Guterres, Jolanio (* 2005), osttimoresischer Schwimmer
- Guterres, José Cornélio (* 1966), osttimoresischer Hochschullehrer
- Guterres, José Luís (* 1954), osttimoresischer Politiker
- Guterres, Justino, osttimoresischer Diplomat
- Guterres, Manuel da Costa (* 1968), osttimoresischer Politiker
- Guterres, Olinda (* 1955), osttimoresische Politikerin
- Guterres, Vicente da Silva (* 1955), osttimoresischer Politiker
- Guterres, Virgílio da Silva, osttimoresischer Journalist und Menschenrechtler
- Gütersloh, Albert Paris (1887–1973), österreichischer Maler und SchriftstellerAlbert Paris Gütersloh (1887–1973)

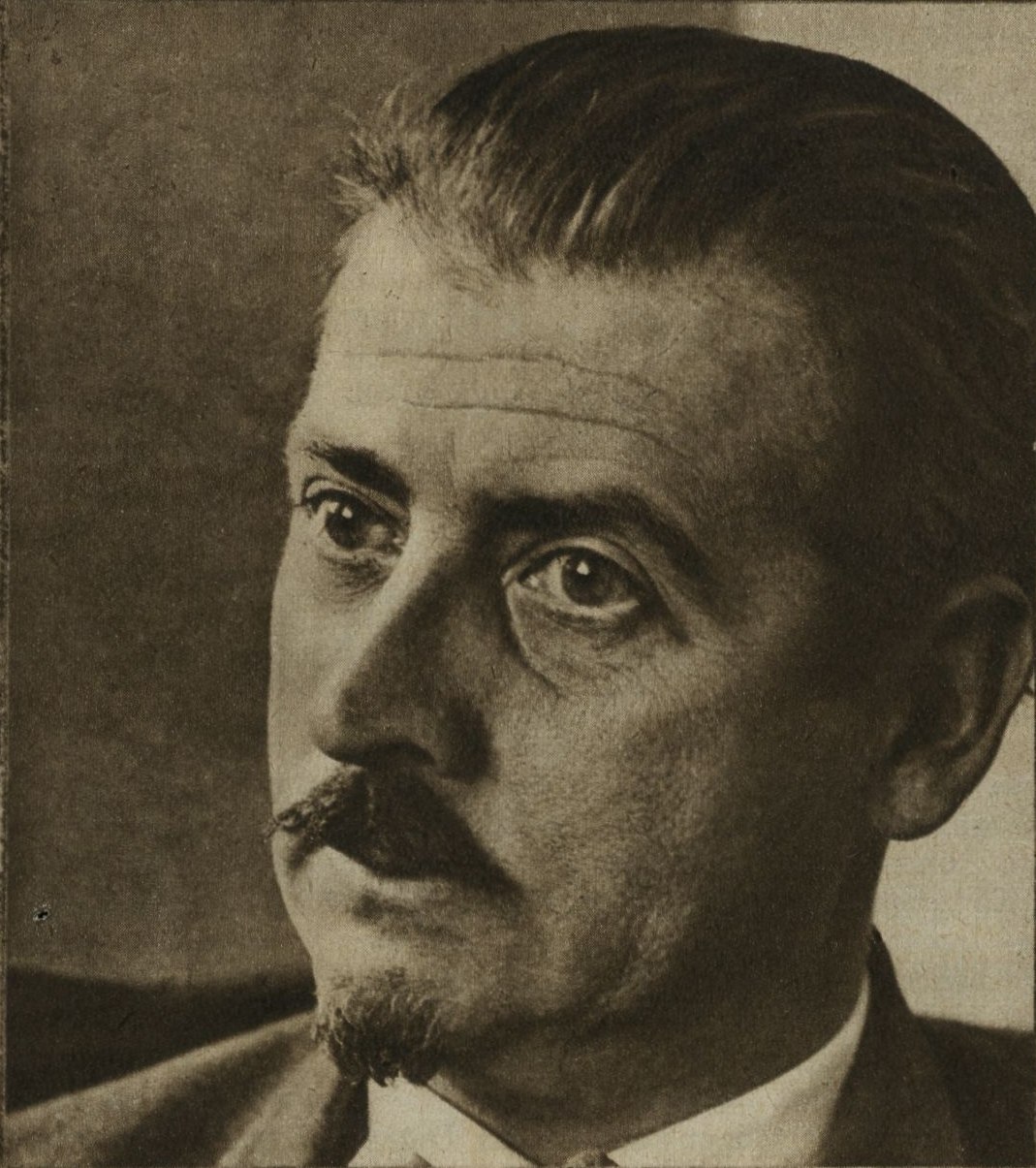
Albert Paris Gütersloh (1887–1973)

- Gutersohn, Alfred (1904–2003), Schweizer Universitätsprofessor
- Gutersohn, Heinrich (1899–1996), Schweizer Geograph
- Guterson, David (* 1956), US-amerikanischer Schriftsteller, Englischlehrer und Journalist
- Guterstam, Olof (* 1983), schwedischer Fußballspieler
- Gutesha, Mladen (1923–2015), deutscher Komponist und Orchesterleiter
- Gutew, Krassimir (* 1954), bulgarischer Sprinter
- Gutewa, Christijana (* 1990), bulgarische Fußballschiedsrichterin
- Gutewort, Doris (* 1954), deutsche Leichtathletin
- Gutewort, Marlies (* 1953), deutsche Leichtathletin

### Gutf
- Gutfeld, August Heinrich Ferdinand († 1808), deutscher Arzt, Stadtphysikus von Altona
- Gutfeld, Greg (* 1964), US-amerikanischer Journalist, Fernsehmoderator und SatirikerGreg Gutfeld (* 1964)

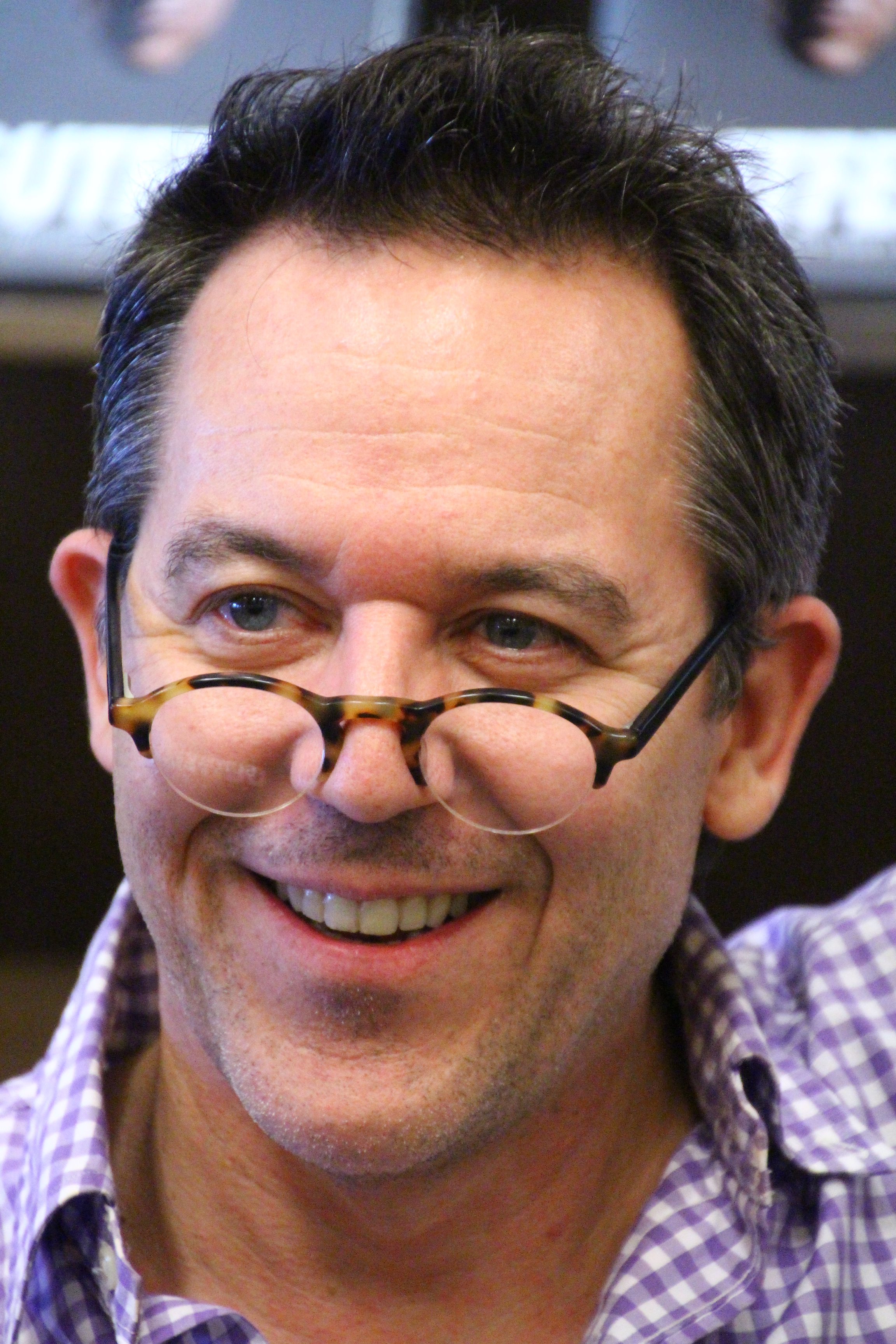
Greg Gutfeld (* 1964)

- Gutfleisch, Christian (* 1968), deutscher Jazzmusiker (Piano, Keyboards)
- Gutfleisch, Egidius (1844–1914), deutscher Jurist und Politiker (DFP), MdR
- Gutfleisch, Lisa (* 1999), deutsche Ruderin
- Gutfreund, Otto (1889–1927), tschechischer Bildhauer
- Gutfreund, Yossef (1931–1972), israelischer Ringer und Kampfrichter, Mitglied der israelischen Olympiamannschaft (1972)

### Gutg
- Gutgeld, Yoram (* 1959), italienischer Politiker
- Gütgemann, Alfred (1907–1985), deutscher Chirurg, Hochschullehrer
- Gutgesell, Natalie (* 1972), deutsche Künstlerin mit Schwerpunkt Videoinstallation und Objektkunst

### Guth
- Guth von Sulz, Johann Jakob (1543–1616), herzoglicher Kammermeister und Lehensträger der Sulzer Saline
- Guth, Alan (* 1947), US-amerikanischer theoretischer Physiker und Kosmologe
- Guth, Alfred (1908–1996), austroamerikanischer Schwimmer
- Guth, August (1884–1945), deutscher Reichsgerichtsrat
- Guth, Claus (* 1964), deutscher Theaterregisseur
- Guth, Dana (* 1970), deutsche Politikerin (AfD), MdLDana Guth (* 1970)

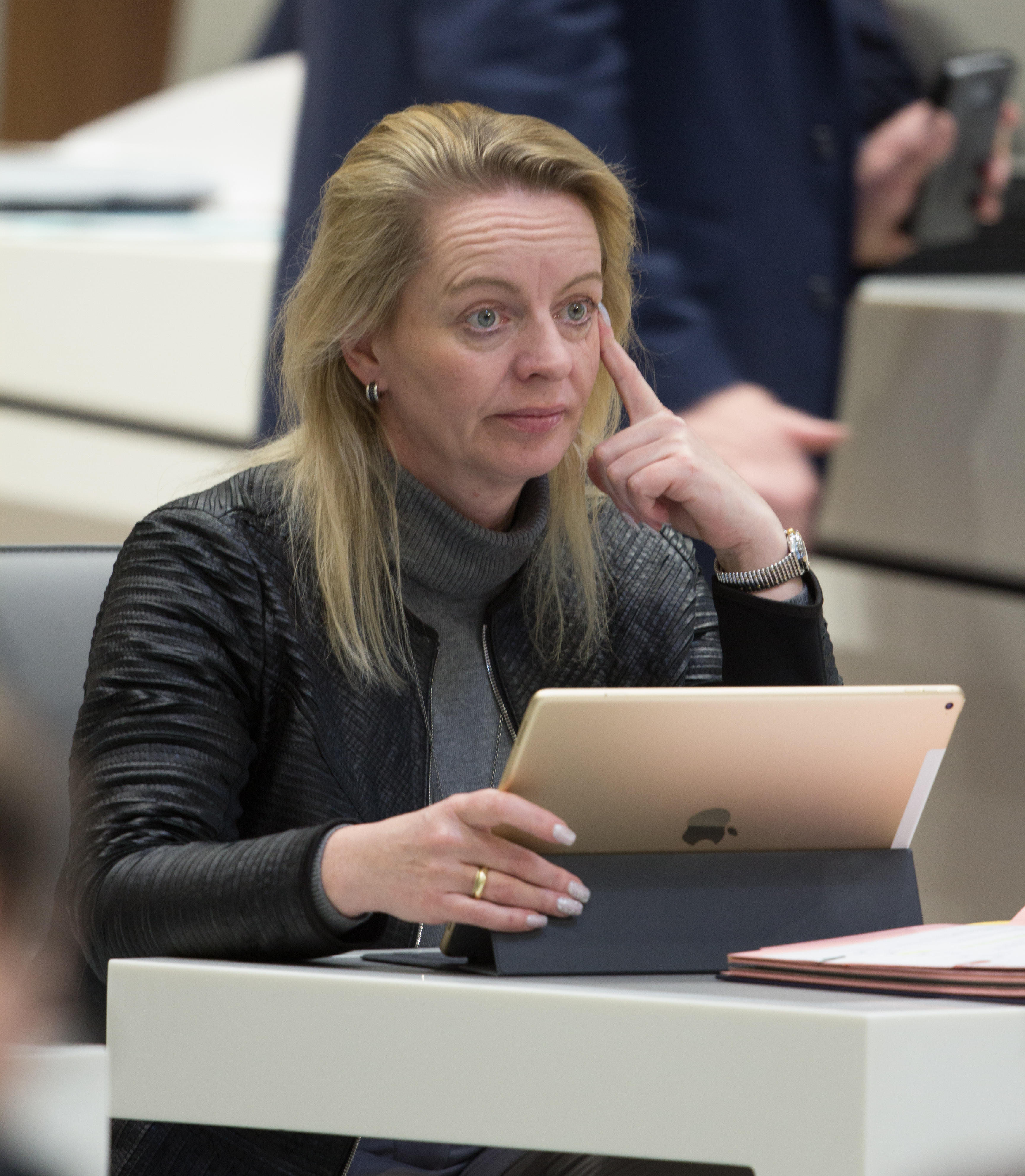
Dana Guth (* 1970)

- Guth, Dietmar (* 1959), deutscher Hörspiel-Autor und Schriftsteller
- Guth, Eduard (1810–1865), deutscher Autor
- Guth, Ernst (1893–1986), österreichischer Tischlermeister und Politiker (ÖVP), Abgeordneter zum Nationalrat
- Guth, Eugene (1905–1990), ungarisch-US-amerikanischer Physiker
- Güth, Hans (1921–2013), deutscher Politiker (CDU)
- Güth, Heinrich (1858–1918), deutscher Architekt
- Guth, Hella (1908–1992), österreichische Malerin und Grafikerin
- Guth, Hermann (1851–1924), deutscher Architekt, Architekturhistoriker und Hochschullehrer
- Guth, Jean Baptiste (1855–1922), französischer Illustrator und Karikaturist
- Guth, Jens (* 1966), deutscher Politiker (SPD), MdL
- Guth, Jiří (1861–1943), tschechischer Pädagoge und Literat, Gründungsmitglied des Internationalen Olympischen Komitees (IOC)
- Guth, Karl (1889–1971), deutscher Volkswirt, Reichsehrenrichter der Wirtschaft
- Guth, Klaus (* 1940), deutscher Schauspieler und Synchronsprecher
- Guth, Larry (* 1976), US-amerikanischer Mathematiker
- Guth, Lisa (* 1984), deutsche Schauspielerin
- Guth, Mara (* 2003), deutsche Tennisspielerin
- Guth, Max (1859–1925), deutscher Architekt und preußischer Baubeamter
- Guth, Paul (1910–1997), französischer Schriftsteller
- Guth, Rainer (* 1970), deutscher Politiker (parteilos)
- Guth, Rodrigo (* 2000), brasilianischer Fußballspieler
- Guth, Stephan (* 1958), deutscher Orientalist
- Guth, Werner (1917–2005), deutscher Offizier, Generalmajor der Bundeswehr
- Güth, Werner (* 1944), deutscher Wirtschaftswissenschaftler und Hochschullehrer, Direktor am Max-Planck-Institut zur Erforschung von Wirtschaftssystemen
- Guth, Wilfried (1919–2009), deutscher Bankmanager
- Guthausen, Karl (1921–2012), deutscher Autor und Heimatkundler
- Güthe, Cedric (* 1965), deutscher Radrennfahrer, nationaler Meister im Radsport
- Güthe, Georg (1868–1917), deutscher Richter und Sachbuchautor
- Guthe, Hermann (1825–1874), deutscher Geograf, Hochschullehrer und Sachbuchautor
- Guthe, Hermann (1849–1936), deutscher Alttestamentler und Palästinaforscher
- Guthe, Karl Eugen (1866–1915), amerikanischer Physiker
- Gutheil, August (1814–1885), deutscher Kaufmann und Politiker, MdHB
- Gutheil, Gustav (1868–1914), deutscher Kapellmeister, Dirigent, Komponist und Musikpädagoge
- Gutheil, Hans (1931–2023), deutscher Architekt und Industriedesigner
- Gutheil, Ulrike (* 1959), deutsche Juristin und Staatssekretärin
- Gutheil-Schoder, Marie (1874–1935), deutsche Opernsängerin (Sopran)
- Güthenke, Constanze (* 1972), deutsche Gräzistin, Komparatistin und Neogräzistin
- Guther, Anette (* 1965), deutsche Kostümbildnerin
- Guther, Max (1909–1991), deutscher Architekt, Stadtplaner und Hochschullehrer
- Guther, Max (* 1992), deutscher Illustrator
- Güthert, Harry (1912–1989), österreichisch-deutscher Pathologe und Rektor der Medizinischen Akademie Erfurt
- Guthery, Franz (1850–1900), Theaterschauspieler
- Guthery, Robert senior (1824–1903), deutscher Theaterschauspieler, -regisseur und Schauspiellehrer
- Gutherz, Franz (1802–1865), österreichischer Verwaltungsjurist und Politiker
- Guthheard, Bischof von Selsey
- Guthier, David (* 1989), deutscher Politiker (SPD)
- Guthke, Albert (1900–1981), deutscher Museologe
- Guthke, Frank (1928–2024), deutscher Regisseur, Drehbuchautor und Filmproduzent
- Guthke, Jürgen (1938–2004), deutscher Psychologe und Professor
- Guthke, Karin (* 1956), deutsche Wasserspringerin
- Guthke, Karl S. (* 1933), deutsch-amerikanischer Germanist
- Guthke, Karoline (* 1974), deutsche Schauspielerin, Regisseurin und Synchronsprecherin
- Guthknecht, Florian (* 1969), deutscher Tierfilmer, Regisseur und Journalist
- Guthlac (673–714), englischer Eremit und Heiliger
- Güthlein, Herbert (1935–2018), deutscher Politiker (SPD), MdL
- Güthlein, Klaus (1942–2023), deutscher Kunsthistoriker
- Güthlein, Sebastian (1776–1858), deutscher Maler
- Güthler, Manfred (1927–2024), deutscher Maler und Grafiker
- Güthling, Carl Eduard (1824–1896), deutscher Klassischer Philologe, Historiker und Gymnasialdirektor
- Güthling, Horst (1922–2005), deutscher Politiker (SPD), MdA
- Güthling, Johannes (1903–1979), deutscher Oberstudiendirektor und Reformpädagoge
- Güthling, Otto (1853–1931), deutscher Klassischer Philologe und Gymnasiallehrer
- Güthling, Wilhelm (1906–1971), deutscher siegerländischer Heimatforscher, Museums- und Archivdirektor
- Guthmann, Heinrich (1893–1968), deutscher Gynäkologe und Hochschullehrer
- Guthmann, Johannes (1876–1956), Kunsthistoriker, Schriftsteller und Kunstsammler
- Guthmann, Johannes (1892–1976), deutscher Pädagoge
- Guthmann, Markus (* 1964), deutscher Journalist und Autor
- Guthmann, Monika (* 1968), deutsche Schauspielerin
- Guthmann, Rudolf (1887–1972), Textilfabrikant, Amateurfotograf
- Guthmar, Hertha (* 1908), deutsche Schauspielerin
- Guthmüller, Bodo (1937–2020), deutscher Romanist
- Guthmüller, Marie (* 1973), deutsche Romanistin
- Guthnick, Paul (1879–1947), deutscher Astronom
- Güthoff, Elmar (* 1961), deutscher Theologe und Hochschullehrer
- Guthoff, Rudolf (* 1948), deutscher Augenarzt
- Guthörl, Michael (* 1999), deutsch-ghanaischer Fußballspieler
- Guthörl, Paul (1895–1963), deutscher Geologe und Paläontologe
- Guthridge, John D. (1912–1995), britischer Filmeditor
- Guthrie d’Arcis, Clara (1879–1937), Schweizer Frauenrechtlerin
- Guthrie, A. B. Junior (1901–1991), US-amerikanischer Schriftsteller
- Guthrie, Abigail (* 1990), neuseeländische Tennisspielerin
- Guthrie, Arlo (* 1947), US-amerikanischer Folk-MusikerArlo Guthrie (* 1947)

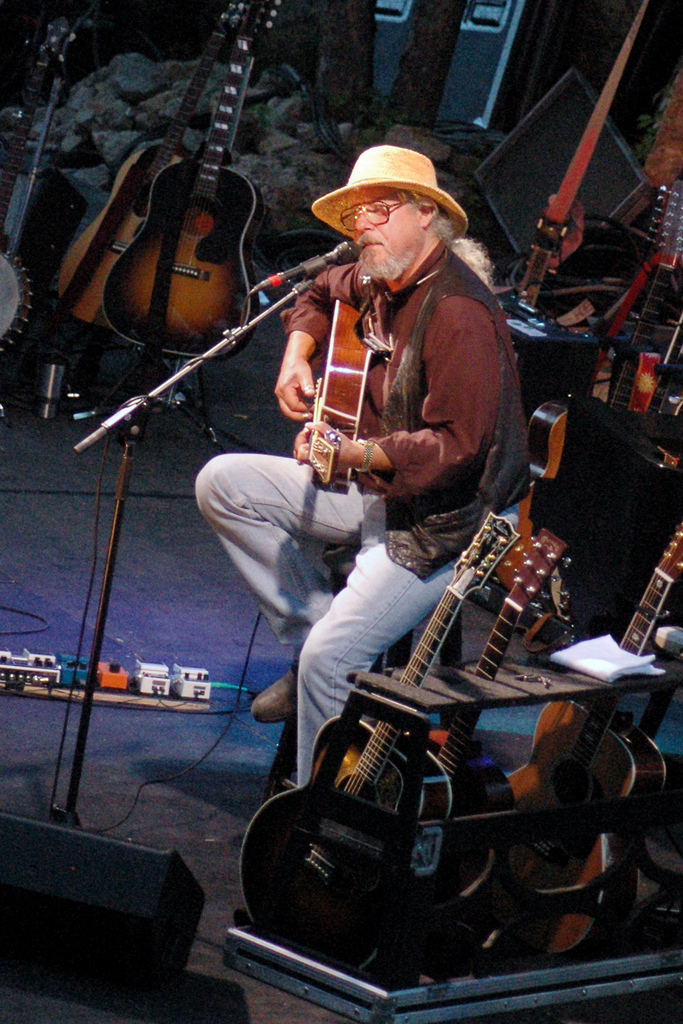
Arlo Guthrie (* 1947)

- Guthrie, Brett (* 1964), US-amerikanischer Politiker
- Guthrie, Carl (1905–1967), US-amerikanischer Kameramann
- Guthrie, Charles (* 1938), britischer Politiker und Feldmarschall
- Guthrie, Danny (* 1987), englischer Fußballspieler
- Guthrie, David (* 1974), US-amerikanischer Basketballschiedsrichter
- Guthrie, Donald (1916–1992), britischer baptistischer Neutestamentler und Autor
- Guthrie, Edwin Ray (1886–1959), US-amerikanischer Psychologe und Professor
- Guthrie, Francis (1831–1899), südafrikanischer Mathematiker und Botaniker
- Guthrie, Frederick (1833–1886), englischer Physiker und Chemiker
- Guthrie, George (1904–1972), US-amerikanischer Hürdenläufer
- Guthrie, Gwen (1950–1999), US-amerikanische Sängerin, Pianistin und Songschreiberin
- Guthrie, Hugh (1866–1939), kanadischer Politiker
- Guthrie, James (1792–1869), US-amerikanischer Politiker, Senator und Finanzminister
- Guthrie, James (1859–1930), schottischer Maler des Spätimpressionismus
- Guthrie, Jesse (* 1958), US-amerikanischer Kletterer und Autor
- Guthrie, Jim (* 1961), US-amerikanischer Autorennfahrer
- Guthrie, Jim (* 1973), kanadischer Musiker
- Guthrie, Jimmie (1897–1937), britischer MotorradrennfahrerJimmie Guthrie (1897–1937)

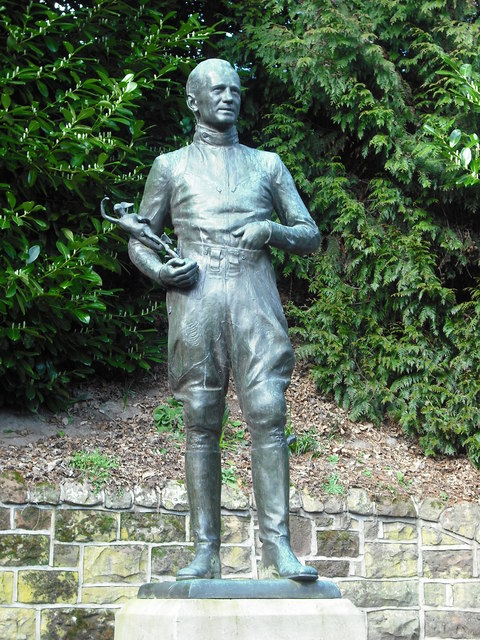
Jimmie Guthrie (1897–1937)

- Guthrie, John R. (1921–2009), US-amerikanischer Offizier, General der US-Army
- Guthrie, John S. (1908–1998), US-amerikanischer Generalmajor (US Army)
- Guthrie, Jon (* 1992), englischer Fußballspieler
- Guthrie, Julian, US-amerikanische Journalistin und Buchautorin
- Guthrie, Kevin (* 1988), schottischer Schauspieler
- Guthrie, Malcolm (1903–1972), britischer Linguist
- Guthrie, Robert (1916–1995), US-amerikanischer Mikrobiologe
- Guthrie, Robin (1902–1971), britischer Maler, Zeichner und Kunstpädagoge
- Guthrie, Samuel (1782–1848), US-amerikanischer Chemiker und Mediziner
- Guthrie, Savannah (* 1971), US-amerikanische Journalistin und Fernsehmoderatorin
- Guthrie, Stewart (1948–1990), neuseeländischer Polizist
- Guthrie, Thomas (1803–1873), schottischer Geistlicher und Sozialreformer
- Guthrie, Trevor (* 1973), kanadischer Sänger
- Guthrie, Tyrone (1900–1971), englischer Theaterregisseur
- Guthrie, William (* 1967), US-amerikanischer Boxer
- Guthrie, William Keith Chambers (1906–1981), schottischer Altphilologe
- Guthrie, Woody (1912–1967), US-amerikanischer Singer-SongwriterWoody Guthrie (1912–1967)

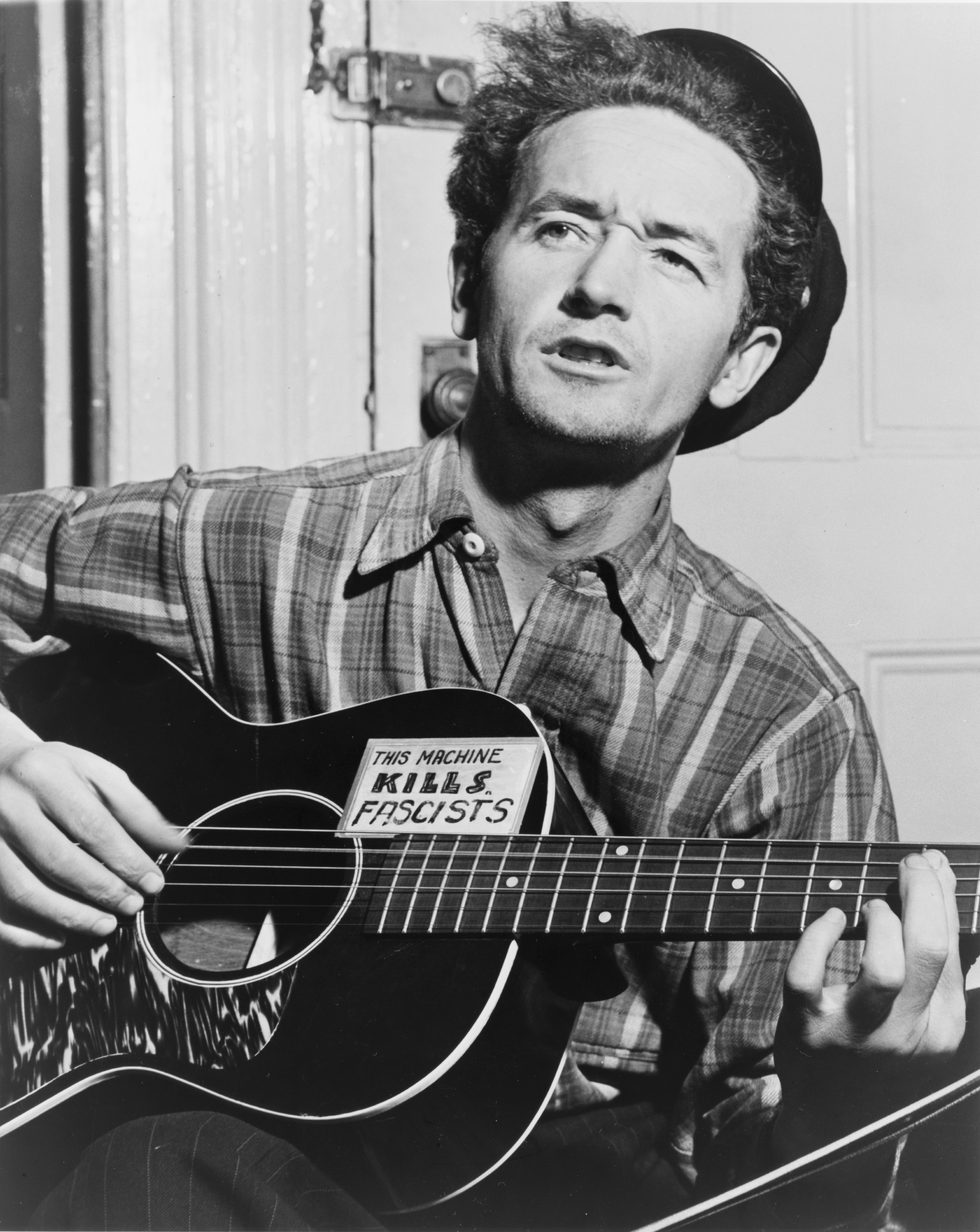
Woody Guthrie (1912–1967)

- Guthrie-Gresham, Diane (* 1971), jamaikanische Weitspringerin und Siebenkämpferin
- Guthrie-Smith, Herbert (1862–1940), neuseeländisch-schottischer Landwirt, Autor und Naturschützer
- Guthro, Bruce (1961–2023), kanadischer Folksänger
- Guthrum, dänischer König im Danelag
- Guthsmuths, Willi (1901–1981), deutscher Ökonom, Raumplaner und Politiker (GB/BHE), MdL

### Guti
- Guti (* 1976), spanischer FußballspielerGuti (* 1976)

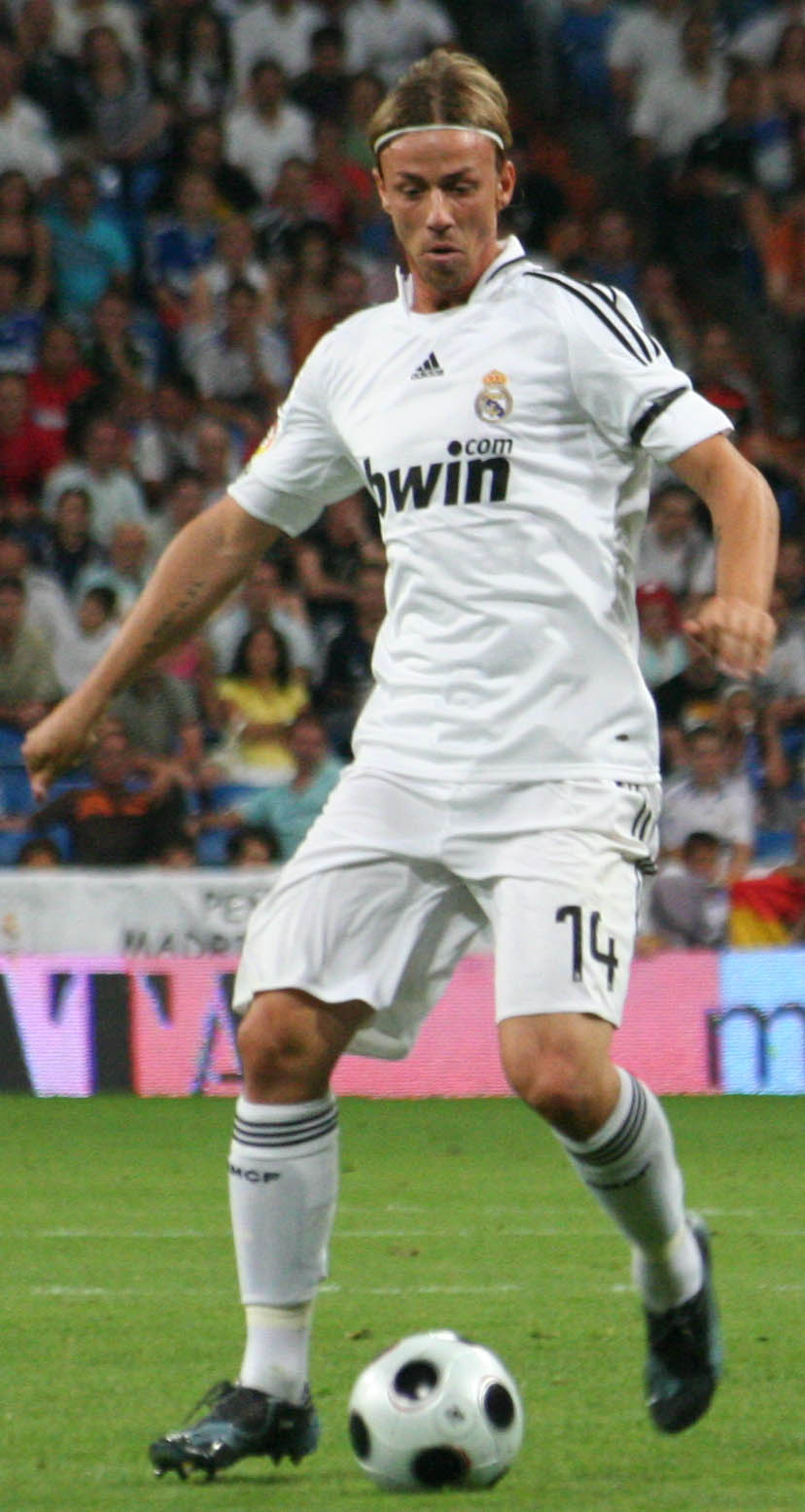
Guti (* 1976)

- Gutić, Uroš (* 1997), bosnischer Leichtathlet
- Gutierres, Amanda (* 2001), brasilianische Fußballspielerin
- Gutiérrez Acosta, Juan (* 1964), chilenischer Fußballtorhüter
- Gutiérrez Alea, Tomás (1928–1996), kubanischer Filmregisseur und Drehbuchautor
- Gutiérrez Alfaro, Isabella (* 2004), mexikanische Fußballspielerin
- Gutiérrez Álvarez, Francisco (* 1980), spanischer Radrennfahrer
- Gutiérrez Aragón, Manuel (* 1942), spanischer Filmregisseur und Drehbuchautor
- Gutiérrez Artero, Mónica, spanische Schriftstellerin
- Gutiérrez Avendano, Jaime Abdul (1936–2012), salvadorianischer Soldat, Revolutionär und Politiker
- Gutiérrez Barajas, José (* 1923), mexikanischer Fußballspieler
- Gutiérrez Barrios, Fernando (1927–2000), mexikanischer Politiker
- Gutiérrez Bermejo, Jennifer (* 1995), spanische Handballspielerin
- Gutiérrez Blanchard, María (1881–1932), spanische Malerin
- Gutiérrez Caba, Julia (* 1934), spanische Schauspielerin
- Gutiérrez Calderón, Teodoro (1890–1958), kolumbianischer Lyriker und Schriftsteller
- Gutiérrez Carrasco, María (* 1997), spanische Tennisspielerin
- Gutiérrez Carreola, Francisco (1906–1945), mexikanischer Maler
- Gutiérrez Cueto, Germán (1883–1975), mexikanischer Bildhauer und Maler
- Gutiérrez de Cerezo, Andrés (1459–1503), spanischer Hochschullehrer für Rhetorik und Humanist
- Gutiérrez de Coz, David (* 1980), spanischer Fußballspieler
- Gutiérrez de la Concha, José (1809–1895), spanischer General und Politiker
- Gutiérrez de la Concha, Manuel (1808–1874), spanischer General
- Gutiérrez de los Ríos, Francisco (1644–1721), spanischer Diplomat, Militär und Philosoph
- Gutiérrez de Padilla, Juan († 1664), mexikanischer Komponist des Barock
- Gutiérrez Eskildsen, Rosario María (1899–1979), mexikanisch-dänische Romanistin, Hispanistin und Pädagogin
- Gutiérrez Fernández, Gerónimo, mexikanischer Politiker
- Gutiérrez Fernández, José (1958–2017), mexikanischer Fußballspieler
- Gutiérrez Ferrol, Sergio (* 1989), spanischer Tennisspieler
- Gutiérrez Gutiérrez, Carlos José (1927–1999), costa-ricanischer Politiker
- Gutiérrez Gutiérrez, Miguel (1931–2016), mexikanischer Fußballspieler
- Gutiérrez Heras, Joaquín (1927–2012), mexikanischer Komponist
- Gutiérrez Keen, Jorge (* 1979), argentinischer Squashspieler
- Gutiérrez Lizaurzábal, Agustín (1763–1843), Präsident Costa Ricas
- Gutiérrez Macías, Carlos César (1910–1985), mexikanischer Botschafter
- Gutiérrez Martín, Luis (1931–2016), spanischer Geistlicher, Bischof von Segovia
- Gutiérrez Mayorga, Dionisio (* 1959), guatemaltekischer Unternehmer
- Gutiérrez Mellado, Manuel (1912–1995), spanischer Generalleutnant Politiker (UDC), Vize-Ministerpräsident
- Gutiérrez Menoyo, Eloy (1934–2012), spanisch-kubanischer Guerillaführer und Oppositioneller
- Gutiérrez Müller, Beatriz (* 1969), mexikanische Schriftstellerin
- Gutiérrez Núñez, Romeo, uruguayischer Politiker
- Gutiérrez Pabón, Héctor Luis (1937–2024), kolumbianischer römisch-katholischer Geistlicher und Bischof von Engativá
- Gutiérrez Prieto, Sergio (* 1982), spanischer Politiker (PSOE), MdEP
- Gutiérrez Reyes, Ulises Antonio (* 1951), venezolanischer Geistlicher, Erzbischof von Ciudad Bolívar
- Gutiérrez Rodríguez, Encarnación (* 1964), deutsche Soziologin und Hochschullehrerin
- Gutiérrez Ruiz, Héctor (1934–1976), uruguayischer Politiker
- Gutiérrez Salazar, Agustina (1851–1886), chilenische Malerin und Zeichnerin
- Gutiérrez Salazar, Mariano (1913–1995), spanischer römisch-katholischer Ordensgeistlicher, Apostolischer Vikar von Caroní
- Gutiérrez Valencia, Juan Humberto (* 1941), mexikanischer Geistlicher, römisch-katholischer Weihbischof in Guadalajara
- Gutiérrez Vega, Hugo (1934–2015), mexikanischer Botschafter
- Gutiérrez y Espinosa, Felipe (1825–1899), puerto-ricanischer Komponist
- Gutiérrez, Adelina (1925–2015), chilenische Astrophysikerin und Hochschullehrerin
- Gutiérrez, Agustín (* 1992), uruguayischer Fußballspieler
- Gutierrez, Alexander (* 1990), US-amerikanisch-mexikanischer Eishockeyspieler
- Gutiérrez, Álvaro (* 1968), uruguayischer Fußballspieler und Trainer
- Gutierrez, Ambra (* 1992), italienisches Model
- Gutiérrez, Ángel (* 1980), uruguayischer Fußballspieler
- Gutiérrez, Arianna (* 1995), venezolanische Leichtathletin
- Gutiérrez, Benigno (* 1925), bolivianischer Fußballspieler
- Gutiérrez, Bruno (* 2002), chilenischer Fußballspieler
- Gutierrez, Carl T. C. (* 1941), US-amerikanischer Politiker
- Gutierrez, Carlos (1944–2008), brasilianischer Mathematiker
- Gutierrez, Carlos (* 1953), kubanoamerikanischer Unternehmer und Politiker (Republikanische Partei)
- Gutiérrez, Carlos (* 1976), uruguayischer Fußballspieler
- Gutiérrez, Crescencio (1933–2025), mexikanischer Fußballspieler
- Gutiérrez, Cristian (* 1992), uruguayischer Fußballspieler
- Gutiérrez, Cristina (* 1991), spanische Rallyefahrerin
- Gutiérrez, Daniel (* 2003), chilenischer Fußballspieler
- Gutierrez, Daniel E., uruguayischer Politiker
- Gutiérrez, David Gutiérrez (* 1982), spanischer Straßenradrennfahrer
- Gutiérrez, Diego (* 1974), kubanischer Sänger und Musiker
- Gutierrez, Dinualdo D. (1939–2019), philippinischer Geistlicher und Theologe, römisch-katholischer Bischof von Marbel
- Gutiérrez, Eddy (* 1952), kubanischer Sprinter
- Gutiérrez, Eduard (1995–2017), kolumbianischer Fußballspieler
- Gutiérrez, Eduardo (1851–1889), argentinischer Schriftsteller
- Gutiérrez, Eduardo (* 1925), bolivianischer Fußballspieler
- Gutiérrez, Elizabeth (* 1979), US-amerikanisches Model und Schauspielerin
- Gutiérrez, Emilio (* 1963), mexikanischer Journalist
- Gutiérrez, Enrique (1892–1974), chilenischer Fußballspieler
- Gutiérrez, Enzo (* 1986), argentinischer Fußballspieler
- Gutiérrez, Erick (* 1995), mexikanischer Fußballspieler
- Gutiérrez, Esteban (* 1991), mexikanischer Automobilrennfahrer
- Gutiérrez, Federico (* 1974), kolumbianischer Politiker, Bürgermeister von Medellín
- Gutiérrez, Felipe (* 1990), chilenischer Fußballspieler
- Gutiérrez, Felipe Santiago (1824–1904), mexikanischer Maler
- Gutiérrez, Fernando (* 1989), argentinischer Fußballspieler
- Gutiérrez, Fernando Romo (1915–2007), mexikanischer Geistlicher, Bischof von Torreón (Mexiko)
- Gutierrez, Froy (* 1998), US-amerikanischer SchauspielerFroy Gutierrez (* 1998)

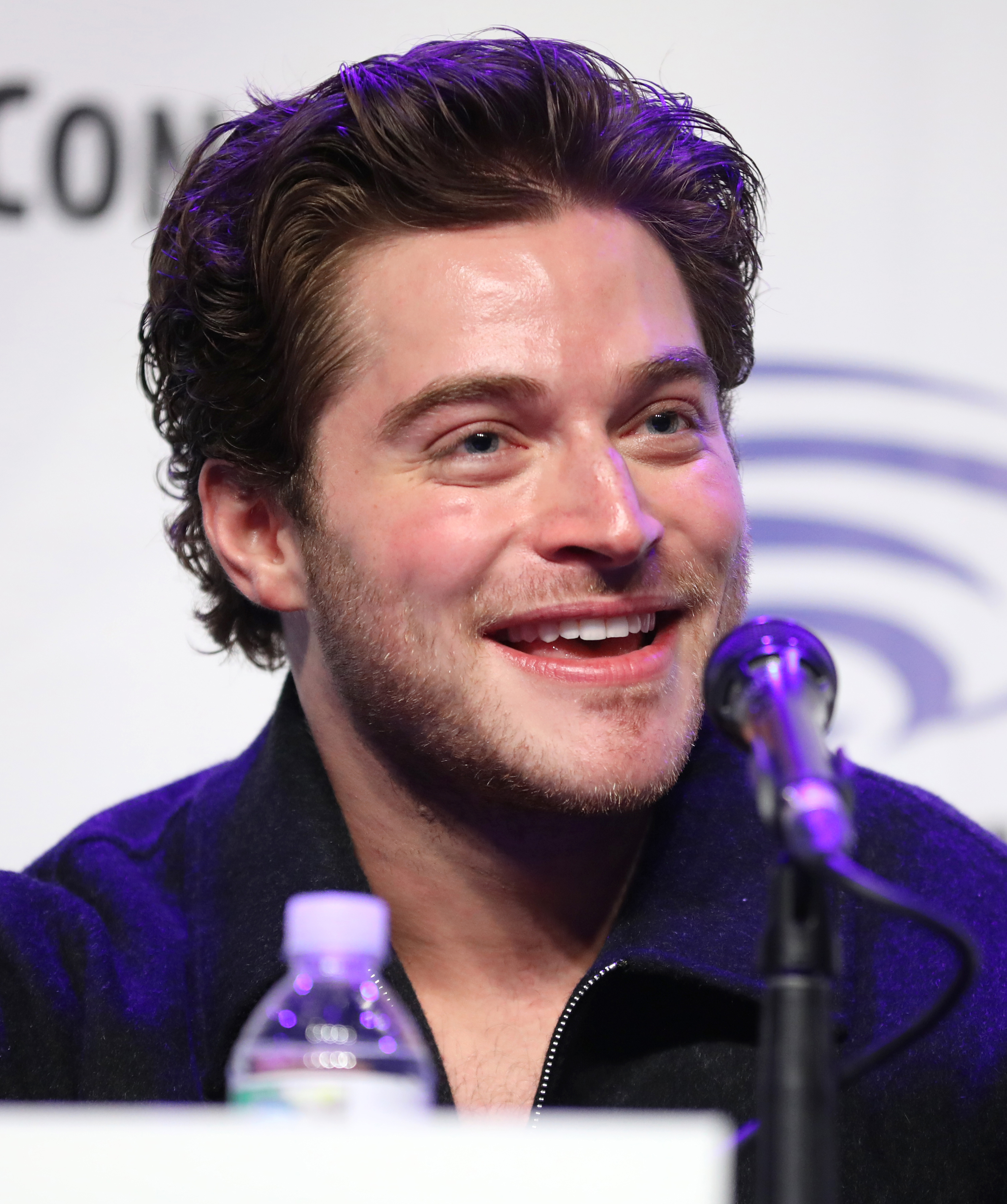
Froy Gutierrez (* 1998)

- Gutiérrez, Génesis (* 2001), venezolanische Sprinterin
- Gutiérrez, Gonzalo (* 1981), uruguayischer Fußballspieler
- Gutiérrez, Guillermo (* 1927), venezolanischer Sprinter
- Gutiérrez, Guillermo (* 1964), mexikanischer Radrennfahrer
- Gutiérrez, Gustavo (1928–2024), peruanischer Mitbegründer und Namensgeber der BefreiungstheologieGustavo Gutiérrez (1928–2024)

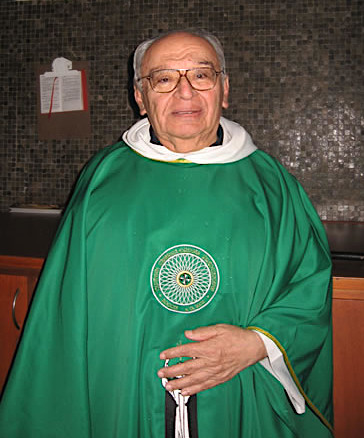
Gustavo Gutiérrez (1928–2024)

- Gutiérrez, Heberth (* 1973), kolumbianischer Radrennfahrer
- Gutiérrez, Horacio (* 1948), amerikanischer Pianist
- Gutiérrez, Javier (* 1985), spanischer Skilangläufer
- Gutiérrez, Joaquín (* 2002), chilenischer Fußballspieler
- Gutiérrez, Jonás (* 1983), argentinischer Fußballspieler
- Gutiérrez, Jorge (* 1975), kubanischer Boxer
- Gutiérrez, José (* 1996), mexikanischer Autorennfahrer
- Gutiérrez, José Enrique (* 1974), spanischer Radrennfahrer
- Gutiérrez, José Ignacio (* 1977), spanischer Radrennfahrer
- Gutiérrez, José Iván (* 1978), spanischer Radrennfahrer
- Gutiérrez, Juan (* 1990), chilenischer Fußballspieler
- Gutiérrez, Juan Fernando (* 1980), kolumbianischer Opern- und Konzertsänger (Bariton)
- Gutiérrez, Juan Jesús (* 1969), spanischer Skilangläufer
- Gutiérrez, Juan Manuel (* 2002), uruguayischer Fußballspieler
- Gutiérrez, Julio (1918–1990), kubanischer Komponist, Dirigent und Pianist
- Gutiérrez, Julio (* 1979), chilenischer Fußballspieler
- Gutiérrez, Kenner (* 1989), costa-ricanischer Fußballtorhüter
- Gutiérrez, Ladislao, uruguayischer Politiker
- Gutiérrez, Lino (1876–1984), venezolanischer Komponist, Musiker und Musikpädagoge
- Gutiérrez, Lucio (* 1957), ecuadorianischer Ex-Militär und Politiker, Ex-Präsident von EcuadorLucio Gutiérrez (* 1957)

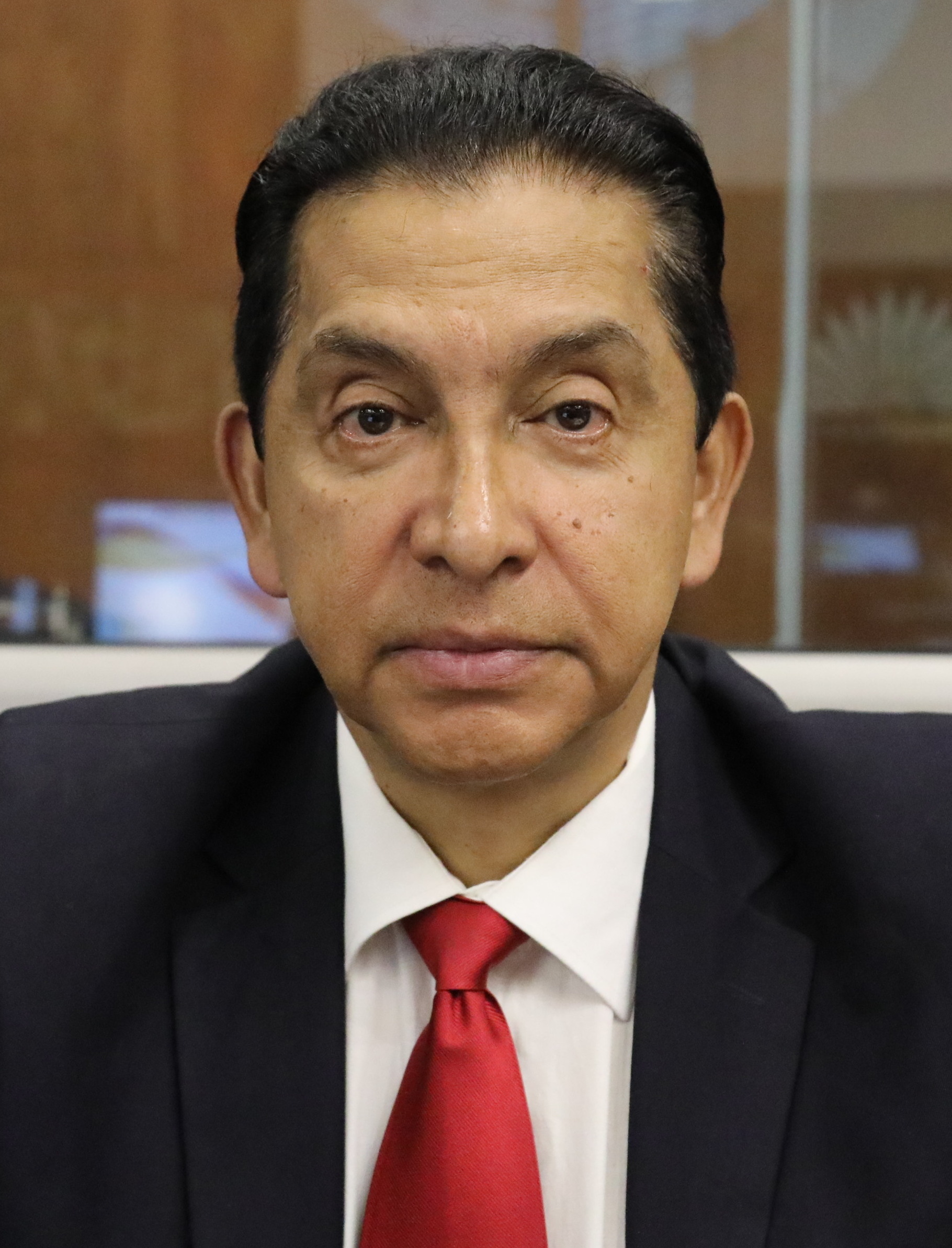
Lucio Gutiérrez (* 1957)

- Gutiérrez, Luis, uruguayischer Fußballspieler
- Gutierrez, Luis, uruguayischer Politiker
- Gutiérrez, Luis (* 1953), US-amerikanischer Politiker der Demokratischen Partei
- Gutiérrez, Manuel (* 1920), mexikanischer Fußballspieler
- Gutiérrez, Mariel (* 1994), mexikanische Fußballspielerin
- Gutiérrez, Martín (1524–1573), spanischer Jesuit, Arzt und Prediger
- Gutiérrez, Matías (* 1994), chilenischer Fußballspieler
- Gutierrez, Matt (* 1984), US-amerikanischer American-Football-Spieler
- Gutiérrez, Maximiliano (* 2004), chilenischer Fußballspieler
- Gutierrez, Miguel (* 1971), US-amerikanischer Tänzer, Choreograf, Autor und Musiker
- Gutiérrez, Miguel (* 2001), spanischer Fußballspieler
- Gutiérrez, Mireia (* 1988), andorranische Skirennläuferin
- Gutiérrez, Nelson (* 1962), uruguayischer Fußballspieler
- Gutiérrez, Omar (1948–2018), uruguayischer Radio- und Fernsehreporter
- Gutierrez, Pedro, uruguayischer Politiker
- Gutiérrez, Pedro (* 1989), venezolanischer Radrennfahrer
- Gutiérrez, Pedro Juan (* 1950), kubanischer Schriftsteller, Maler, Bildhauer, Dichter und Journalist
- Gutiérrez, Quim (* 1981), spanischer Schauspieler
- Gutiérrez, Rafael (* 1967), mexikanischer Fußballspieler
- Gutiérrez, Rafael Antonio (1826–1921), Präsident von El Salvador
- Gutiérrez, Raúl (* 1966), mexikanischer Fußballspieler und -trainer
- Gutiérrez, Roberto (* 1983), chilenischer Fußballspieler
- Gutierrez, Ruffa (* 1974), philippinische Schauspielerin und Model
- Gutiérrez, Sanyo (* 1984), argentinischer Padelspieler
- Gutiérrez, Sheyla (* 1994), spanische Radrennfahrerin
- Gutierrez, Sidney McNeill (* 1951), US-amerikanischer Astronaut
- Gutiérrez, Simón (* 1780), Gouverneur der Provinz Tegucigalpa in Honduras
- Gutiérrez, Teófilo (* 1985), kolumbianischer Fußballspieler
- Gutiérrez, Víctor (* 1991), spanischer Wasserballspieler
- Gutiérrez, Wuelfo (1942–2005), kubanischer Sänger
- Gutiérrez, Yolanda, mexikanisch-deutsche Tänzerin, Choreographin, Videokünstlerin, Produzentin und Kuratorin
- Gutiérrez-Cortines Corral, Cristina (* 1939), spanische Politikerin (Partido Popular), MdEP
- Gutierrez-Riley, Miles (* 1998), amerikanischer Schauspieler
- Guțiu, Gheorghe (1924–2011), rumänischer griechisch-katholischer Bischof, Erzbischof von Cluj-Gherla

### Gutj
- Gutjahr, Diana (* 1984), Schweizer Politikerin (SVP) und UnternehmerinDiana Gutjahr (* 1984)

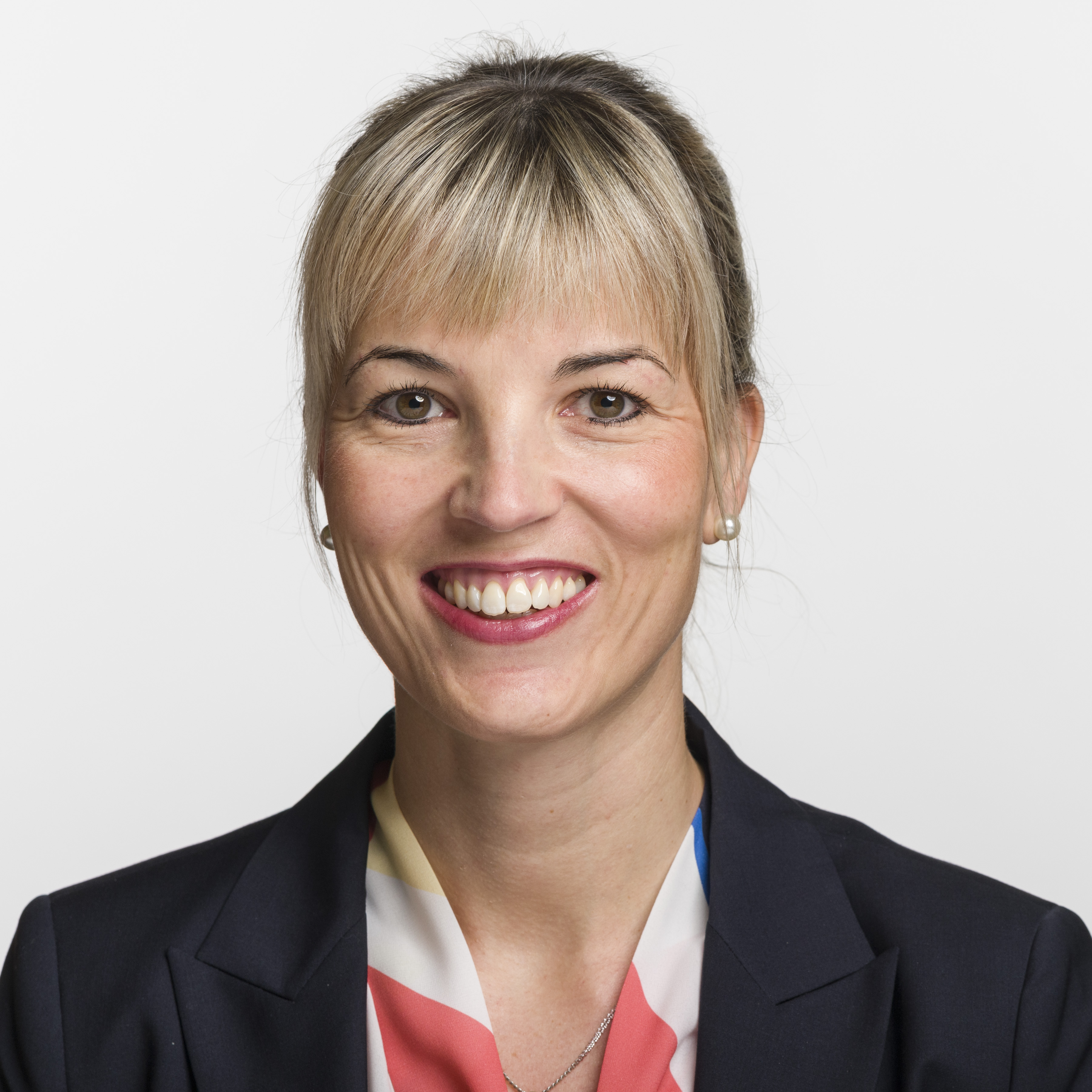
Diana Gutjahr (* 1984)

- Gutjahr, Elisabeth (* 1960), deutsche Hochschullehrerin, Librettistin und Autorin
- Gutjahr, Gert (* 1937), deutscher Marktpsychologe und Autor
- Gutjahr, Herbert (1911–1944), deutscher Jurist, nationalsozialistischer Studentenführer
- Gutjahr, Karl (1894–1971), deutscher Politiker (KPD, SED)
- Gutjahr, Karl Theodor (1773–1809), deutscher Jurist, Schriftsteller und Hochschullehrer
- Gutjahr, Karl-Heinz (1927–1963), deutscher Politiker (SPD), MdA
- Gutjahr, Karl-Otto (1895–1975), deutscher Konteradmiral der Kriegsmarine
- Gutjahr, Kathleen (* 1975), deutsche Siebenkämpferin
- Gutjahr, Klaus (* 1948), deutscher Bandoneonspieler und Bandoneonbauer
- Gutjahr, Louis (1847–1919), deutscher Unternehmer
- Gutjahr, Nico (* 1993), deutscher Fußballspieler
- Gutjahr, Ortrud (* 1954), deutsche Germanistin
- Gutjahr, Paul (* 1942), Schweizer Motorsportfunktionär
- Gutjahr, Rainer (* 1950), deutscher Kameramann
- Gutjahr, Richard (* 1973), deutscher Moderator, Journalist und BloggerRichard Gutjahr (* 1973)

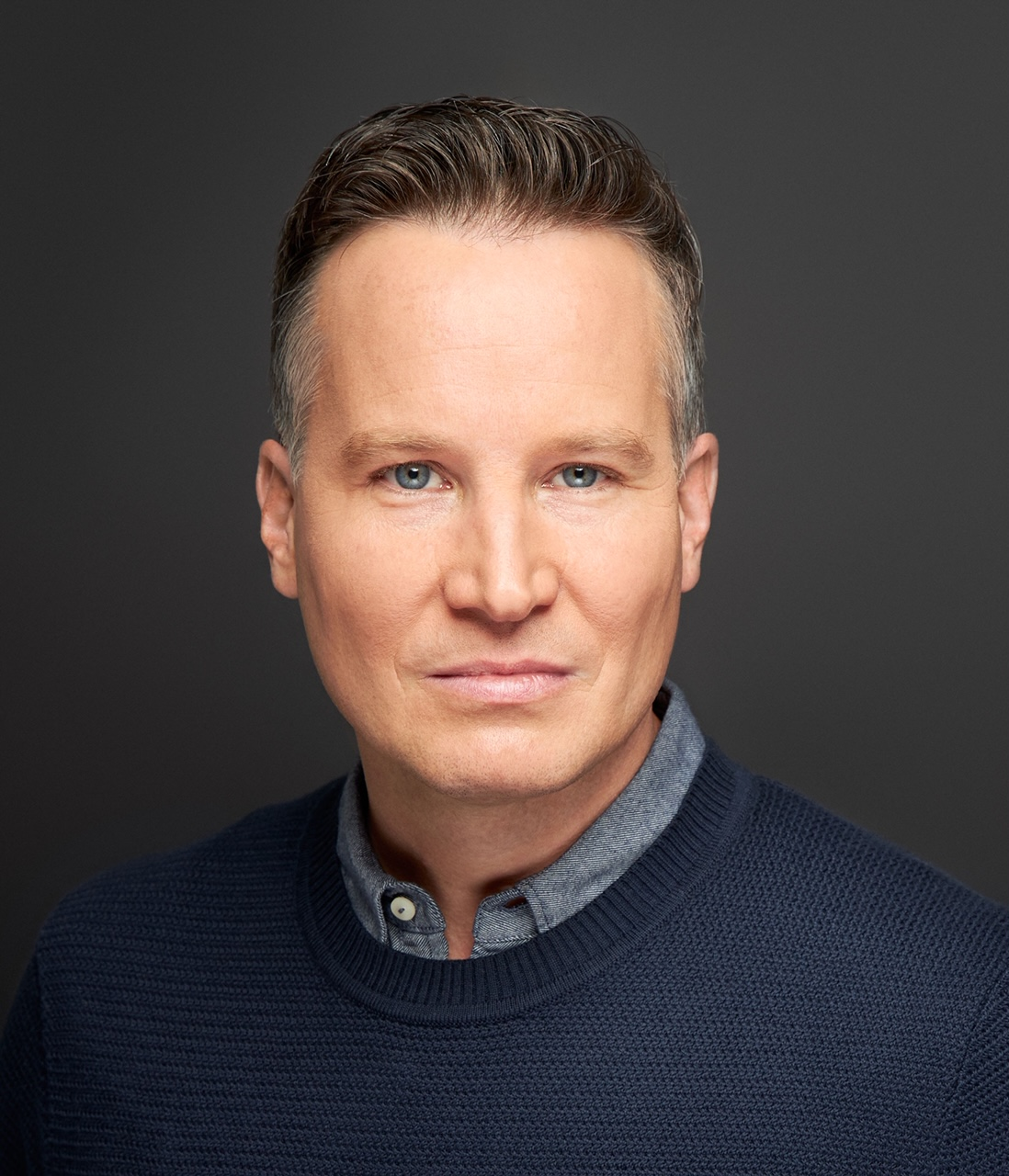
Richard Gutjahr (* 1973)

- Gutjahr, Wolf (* 1968), deutscher Bühnenbildner und Szenograph
- Gutjahr-Löser, Peter (* 1940), deutscher Jurist und Kanzler
- Gutjan, Benedikt (* 1983), deutscher Radiomoderator und Synchronsprecher

### Gutk
- Gutkaes, Johann Christian Friedrich senior (1785–1845), deutscher Kleinuhrmacher (Taschenuhren), Hofuhrmacher
- Gutkas, Karl (1926–1997), österreichischer Historiker und Autor
- Gutke, Georg (1589–1634), deutscher Philosoph und Pädagoge
- Gutkina, Vera (1953–2022), russisch-israelische Malerin, Dichterin und Schriftstellerin
- Gutkind, Curt Sigmar (1896–1940), deutscher Romanist und Italianist
- Gutkind, Erich (1877–1965), esoterischer Mystiker
- Gutkind, Erwin Anton (1886–1968), deutscher bzw. britischer Architekt, Stadtplaner und Architekturtheoretiker
- Gutkind, Max (1847–1931), deutscher Bankier
- Gutkind, Walter (1880–1976), deutscher Jurist und Oberverwaltungsgerichtsrat
- Gutkind-Bienert, Evelyn (1943–2023), deutsche Schauspielerin
- Gutkins, Sorahs (1906–1941), lettischer Fußballspieler
- Gutknecht, Alfred (1888–1946), deutscher Generalmajor
- Gutknecht, Ariane (* 1964), Schweizer Triathletin
- Gutknecht, Bruno (1935–2007), deutscher Maler, Grafiker und Architekt
- Gutknecht, Carl (1878–1970), Schweizer Bildhauer
- Gutknecht, Christoph (* 1939), deutscher Anglist und Germanist
- Gutknecht, Dieter (* 1939), österreichischer Hydrologe
- Gutknecht, Dieter (* 1942), deutscher Musikwissenschaftler
- Gutknecht, Eduard (* 1982), deutscher Boxer
- Gutknecht, Gil (* 1951), US-amerikanischer Politiker
- Gutknecht, Jürg (* 1949), Schweizer Informatiker
- Gutknecht, Karl Anton (1859–1928), deutscher Politiker (DNVP), MdHB, MdR
- Gutknecht, Max (1876–1935), deutscher Verwaltungsjurist, Politiker, Rittergutsbesitzer und Manager
- Gutknecht, Rainer (1931–2018), deutscher Politiker (CDU), Landrat des Schwarzwald-Baar-Kreis
- Gutknecht, Rosa (1885–1959), Zürcher Theologin und Pfarrerin
- Gutknecht, Sämi (* 1995), Schweizer Unihockeyspieler
- Gutknecht, Sebastian (* 1974), deutscher Jurist
- Gutknecht, Simon (* 1987), Schweizer Filmeditor
- Gutkowski, Łukasz (* 1998), polnischer Pentathlet

### Gutl
- Gutl, Martin (1942–1994), österreichischer Benediktiner und Buchautor
- Gütl, Paul (1875–1944), österreichischer Architekt
- Gütlbauer, Lukas (* 2000), österreichischer Fußballspieler
- Gütle, Johann Conrad (1747–1827), deutscher Instrumentenbauer
- Gütlein, Rudolf (1926–1983), deutscher Politiker (CSU, vormals BP), MdL
- Gütlich, Georg (1903–1981), deutscher Schauspieler, Opernsänger, Kabarettist und Synchronsprecher
- Gütlich, Philipp (1934–2022), deutscher Chemiker und Hochschullehrer
- Gütling, Hugo (* 1936), deutscher Angestellter, Bürgermeister und Ehrenbürger von Heustreu

### Gutm
- Gutmacher, Benito (* 1950), argentinischer Schauspieler, Autor und Regisseur
- Gutman, Alexander B. (1902–1973), US-amerikanischer Mediziner
- Gutman, Alexander Iljitsch (1945–2016), russischer Filmregisseur
- Gutman, Herbert (1928–1985), US-amerikanischer Historiker
- Gutman, Howard (* 1956), US-amerikanischer Diplomat und Botschafter der Vereinigten Staaten in Belgien
- Gutman, Israel (1923–2013), israelischer Historiker und Überlebender des Holocaust
- Gutman, Jakob (1826–1874), badischer Landtagsabgeordneter
- Gutman, Julia (* 1993), australische bildende Künstlerin
- Gutman, Klemen (* 1978), slowenischer Squashspieler
- Gutman, Lev (* 1945), sowjetischer, israelischer und deutscher Großmeister im Schach und Eröffnungstheoretiker sowjetisch-jüdischer Herkunft
- Gutman, Natalja Grigorjewna (* 1942), russische Cellistin
- Gutman, Piotr (* 1941), polnischer Boxer
- Gutmanas, Elazar (1939–2019), israelischer Physiker und Werkstoffwissenschaftler
- Gutmann, Adolf (1819–1882), deutscher Pianist und Komponist
- Gutmann, Adolf (1876–1960), deutscher Augenarzt und Hochschullehrer
- Gutmann, Aegidius (1490–1584), deutscher Alchemist
- Gutmann, Amy (* 1949), US-amerikanische Politologin, Hochschullehrerin und Diplomatin
- Gutmann, Bernhard (1869–1936), deutsch-amerikanischer Landschaftsmaler, Figurenmaler und Stilllebenmaler sowie Illustrator und Kunstlehrer
- Gutmann, Brigitte (* 1946), deutsche Pädagogin und Schriftstellerin
- Gutmann, Bruno (1876–1966), deutscher evangelischer Missionar in Deutsch-Ostafrika und Tansania
- Gutmann, Daniel (* 1991), österreichischer Sänger (Bariton)Daniel Gutmann (* 1991)

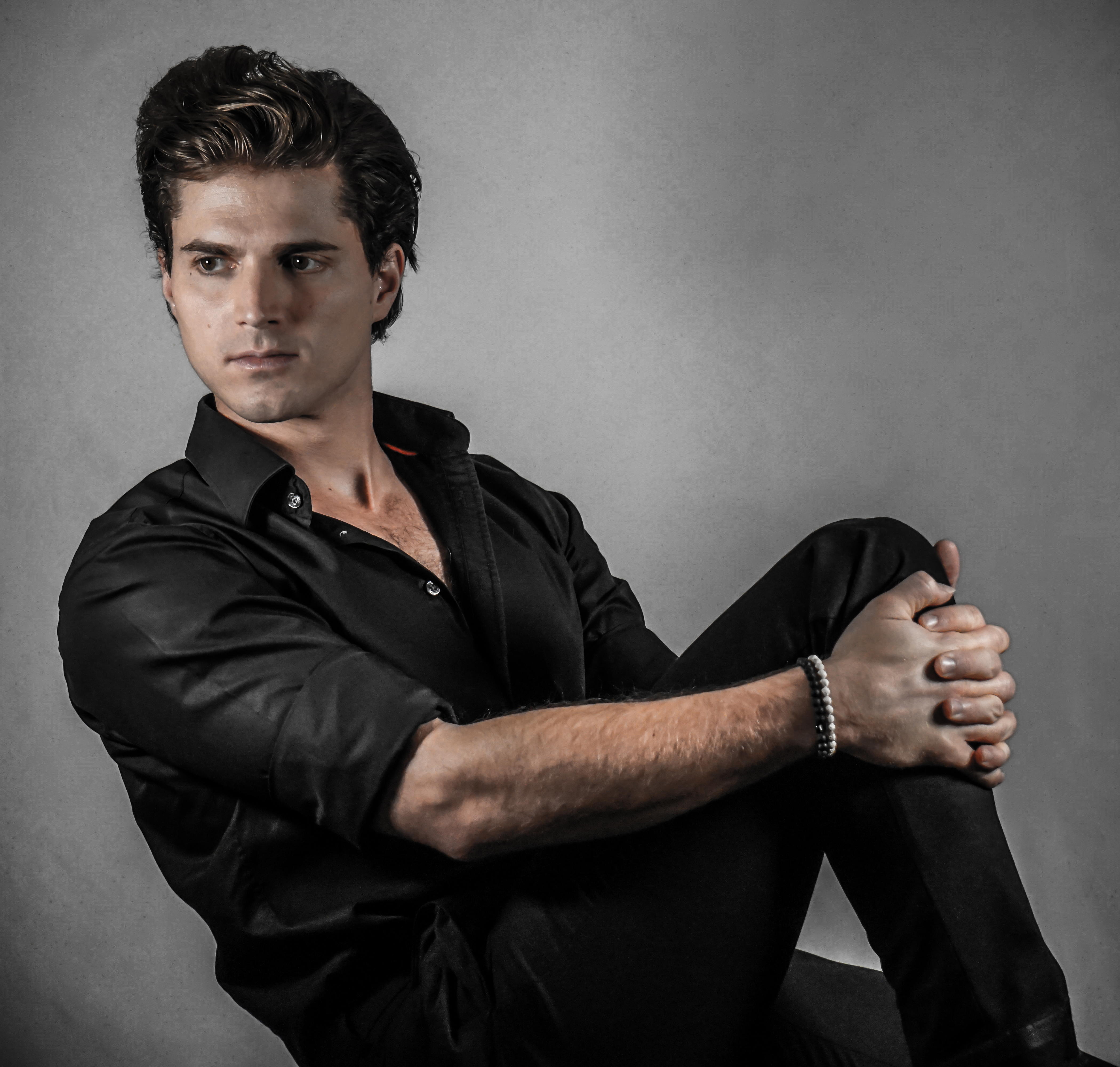
Daniel Gutmann (* 1991)

- Gutmann, David von (1834–1912), österreichischer Unternehmer
- Gutmann, Elise (1846–1923), Mitbegründerin des Vereins für Mutterschutz und Gründerin der Jüdischen Frauenvereinigung Mannheim
- Gutmann, Elmar (* 1952), deutscher Musiker und Synchronsprecher
- Gutmann, Elsa von (1875–1947), durch Heirat Fürstin von Liechtenstein
- Gutmann, Emil (1877–1938), österreichischer Konzertveranstalter und Musikverleger
- Gutmann, Ethan (* 1958), US-amerikanischer Investigativjournalist, China-Analytiker
- Gutmann, Eugen (1840–1925), deutscher Bankier und KunstsammlerEugen Gutmann (1840–1925)

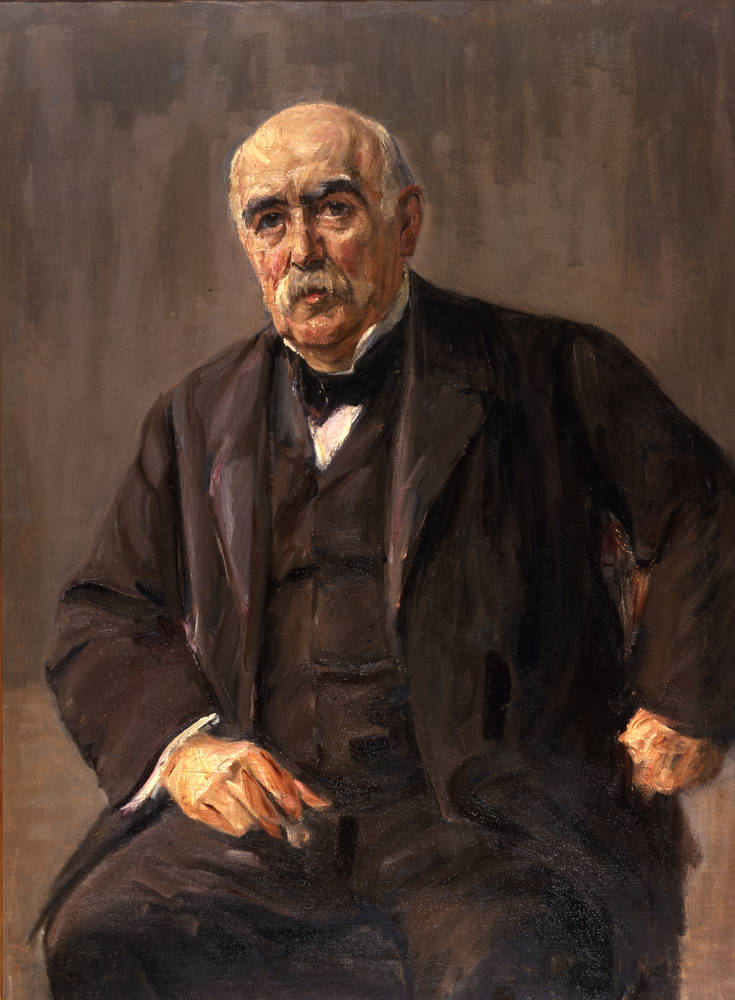
Eugen Gutmann (1840–1925)

- Gutmann, Franz (1879–1967), deutsch-amerikanischer Wirtschaftswissenschaftler
- Gutmann, Franz (1928–2024), deutscher Bildhauer
- Gutmann, Friedrich (1886–1944), niederländischer Bankier und Kunstsammler
- Gutmann, Galit (* 1972), israelisches Model, Schauspielerin und Moderatorin
- Gutmann, Gernot (1929–2024), deutscher Ökonom
- Gutmann, Gottfried (1911–1990), deutscher Mediziner
- Gutmann, Hans-Martin (* 1953), deutscher evangelischer Theologe und Hochschullehrer
- Gutmann, Herbert M. (1879–1942), deutscher Bankier und Sammler islamischer Kunst
- Gutmann, Hermann (1907–1987), deutscher Unternehmer
- Gutmann, Hermann (1930–2013), deutscher Schriftsteller
- Gutmann, Hugo (1880–1962), deutsch-jüdischer Offizier und UnternehmerHugo Gutmann (1880–1962)

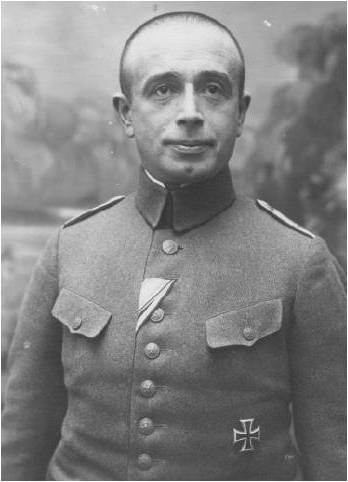
Hugo Gutmann (1880–1962)

- Gutmann, Johann (1948–2011), österreichischer Pilot
- Gutmann, John (1905–1998), US-amerikanischer Fotograf
- Gutmann, Josef (1889–1943), österreichischer Politiker (CSP), Abgeordneter zum Nationalrat
- Gutmann, Josef (1913–1997), deutscher römisch-katholischer Geistlicher, Schulleiter
- Gutmann, Joseph (1865–1941), deutscher Pädagoge und Rabbiner
- Gutmann, Julius (1889–1960), deutscher Opernsänger (Bass) und Gesangslehrer
- Gutmann, Karl (1854–1931), deutscher Lehrer und Prähistoriker
- Gutmann, Lara Naki (* 2002), italienische Eiskunstläuferin
- Gutmann, Leo (1875–1951), deutscher Rechtsanwalt
- Gutmann, Ludwig (1869–1943), österreichischer Fotograf
- Gutmann, Margit (* 1903), deutsche Lehrerin und Opfer des Holocaust
- Gutmann, Maria (1889–1963), österreichische Schauspielerin, Regisseurin, Dramaturgin und Theaterleiterin
- Gutmann, Mathias (* 1966), deutscher Biologe und Philosoph
- Gutmann, Max (1923–1996), deutscher Unternehmer und Mäzen
- Gutmann, Max von (1857–1930), österreichischer Ingenieur und Unternehmer
- Gutmann, Michael (* 1956), deutscher Drehbuchautor und Regisseur
- Gutmann, Otmar (1937–1993), deutscher Filmemacher und Trickfilmer
- Gutmann, Philipp Manuel (* 1993), österreichischer Komponist, Musiklektor und MusikwissenschaftlerPhilipp Manuel Gutmann (* 1993)

Philipp Manuel Gutmann (* 1993)

- Gutmann, Rolf (* 1949), deutscher Rechtsanwalt
- Gutmann, Rudolf von (1880–1966), österreichisch-kanadischer Unternehmer, Bankier und Kunstsammler
- Gutmann, Tanja (* 1977), Schweizer Schönheitskönigin, Miss Schweiz 1997, Schauspielerin und Moderatorin
- Gutmann, Thomas (* 1964), deutscher Jurist, Philosoph und Hochschullehrer
- Gutmann, Viktor (1921–1998), österreichischer Chemiker, Professor an der Technischen Universität Wien
- Gutmann, Walter (1893–1943), deutsch-jüdischer Kaufmann und Widerstandskämpfer gegen den Nationalsozialismus
- Gutmann, Werner (1914–2002), Schweizer Prokurist, Schriftsteller und Hörspiel-Autor in Berndeutsch
- Gutmann, Wilhelm (1900–1976), deutscher Politiker (NSDAP, NPD), MdL
- Gutmann, Wilhelm von (1826–1895), österreichischer Unternehmer
- Gutmann, Willi (1927–2013), Schweizer Bildhauer
- Gutmann, Wolfgang Friedrich (1935–1997), deutscher Evolutionsbiologe, Begründer der Frankfurter Evolutionstheorie
- Gutmans, Andi, israelischer Programmierer, PHP-Entwickler und Mitbegründer der Firma Zend Technologies
- Gutmayer, Franz (1857–1937), österreichischer Schachschriftsteller

### Gutn
- Gutnikow, Boris Lwowitsch (1931–1986), sowjetischer Violinist
- Gutnow, Alexei Elbrusowitsch (1937–1986), russischer Architekt und Stadtplaner
- Gutnowa, Jewgenija Wladimirowna (1914–1992), sowjetische bzw. russische Mediävistin und Hochschullehrerin

### Guto
- Gutöhrlein, Margarete (1883–1958), deutsche Frau, Gründerin des ersten Albert-Schweitzer-Kinderdorfes
- Gutolf von Heiligenkreuz, österreichischer Gelehrter des Zisterzienserordens
- Gutor, Alexei Jewgenjewitsch (1868–1938), russischer General
- Gutorow, Jacek (* 1970), polnischer Literaturhistoriker, Prosaschriftsteller, Essayist und Übersetzer
- Gutorski, Wojciech (* 1982), polnischer Ruderer
- Gutoskie, Kristen (* 1988), kanadische Schauspielerin
- Gutow, Dmitri Gennadjewitsch (* 1960), russischer Künstler
- Gutowski, Alexander (* 1936), deutscher Zahnarzt
- Gutowski, Armin (1930–1987), deutscher Volkswirt
- Gutowski, Bob (1935–1960), US-amerikanischer Stabhochspringer
- Gutowski, Boleslaw (1888–1966), polnischer Physiologe
- Gutowski, Gene (1925–2016), polnischer Produzent beim internationalen Film
- Gutowski, Harry (* 1951), deutscher Musiker und Musikproduzent
- Gutowski, Jacek (1960–1996), polnischer Gewichtheber
- Gutowski, Julian (1823–1890), Bürgermeister von Nowy Sącz
- Gutowski, Jürgen (* 1955), deutscher Physiker
- Gutowski, Mateusz (1759–1804), polnischer katholischer Kanoniker
- Gutowski, Michał (1910–2006), polnischer Offizier und Brigadegeneral
- Gutowski, Samuel, königlich-polnischer Hofbeamter
- Gutowski, Simon (1627–1685), polnischer Orgelbauer und Komponist
- Gutowski, Walerian (1629–1693), Provinzial und königlicher Prediger des Franziskanerordens
- Gutowskoi, Nikolai Wladimirowitsch (1876–1933), russischer Metallkundler, Metallurg und Hochschullehrer
- Gutowsky, Herbert S. (1919–2000), US-amerikanischer Chemiker

### Gutr
- Gutruf, Gerhard (* 1944), österreichischer Künstler
- Gutruf, Heidi (1943–2003), österreichische Kabarettistin und Schauspielerin

### Guts
- Gutsch, Anton (1825–1912), deutscher Mediziner
- Gutsch, Friedrich junior (1838–1897), deutscher Hofbuchdrucker, Kunst- und Hofbuchhändler, Mundartdichter und Initiator der Karlsruher Litfaßsäulen
- Gutsch, Fritz (1878–1971), deutscher Fußballspieler
- Gutsch, Jochen-Martin (* 1971), deutscher Journalist
- Gutsch, Roland (1925–2009), deutscher Ingenieur
- Gutsch, Wolf-Dietrich (1931–1981), deutscher Theologe, evangelisch-lutherischer Katechet und Jugendarbeiter
- Gutsche, Astrid (* 1970), peruanische Chefköchin
- Gutsche, Benjamin (* 1985), deutscher Drehbuchautor und RegisseurBenjamin Gutsche (* 1985)

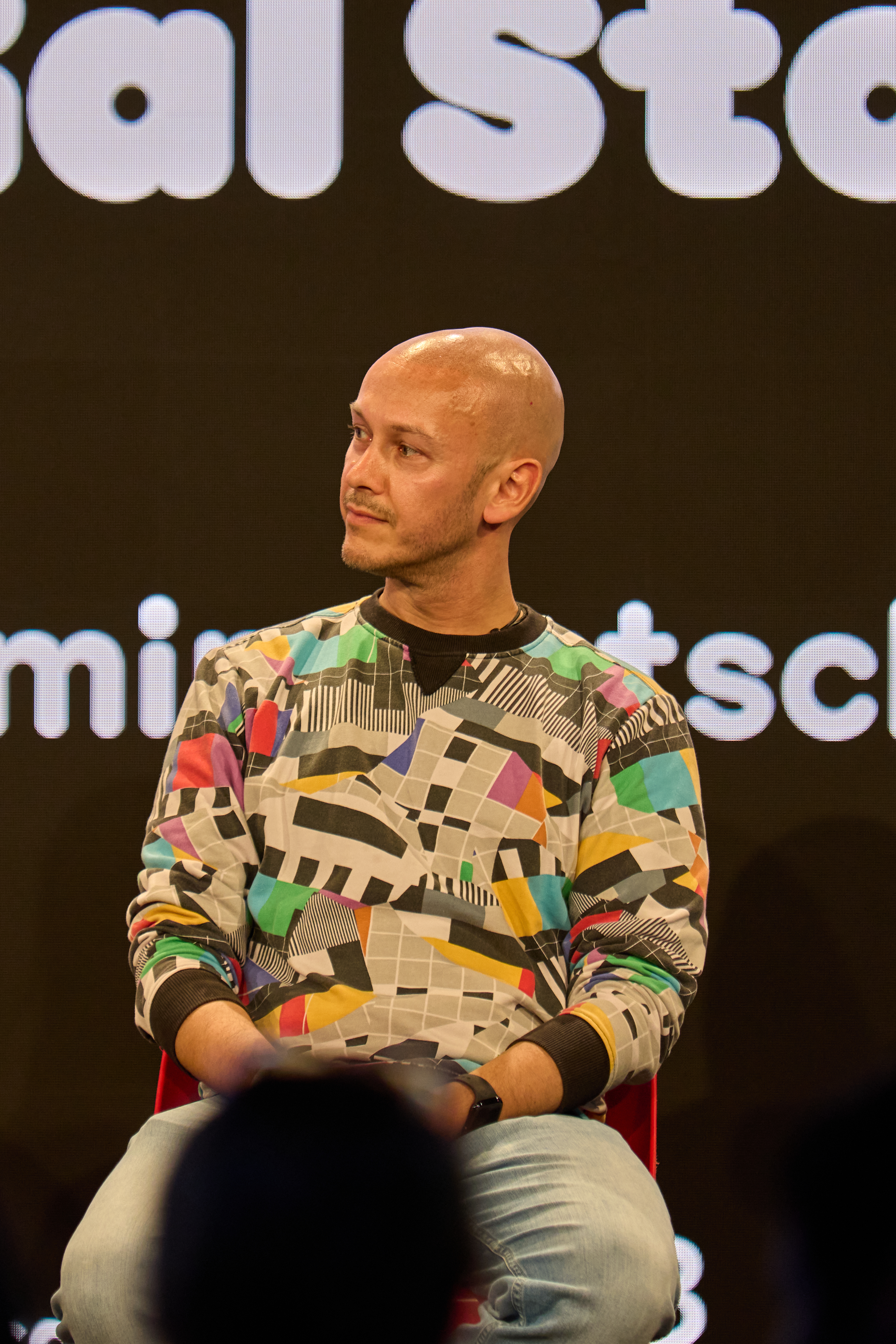
Benjamin Gutsche (* 1985)

- Gutsche, Claas (* 1982), deutscher Grafiker und Plastiker
- Gutsche, Heinz (1915–1973), deutscher Politiker (SPD) und Staatswissenschaftler
- Gutsche, Horst (* 1936), deutscher Numismatiker und Heimatforscher für das Gebiet um Herzberg (Elster)
- Gutsche, Joachim (1926–2012), deutscher Maler
- Gutsche, Joseph (1895–1964), deutscher Generalmajor des Ministeriums für Staatssicherheit der DDR
- Gutsche, Rudolf (1919–1988), deutscher Oberstleutnant des Ministeriums für Staatssicherheit der DDR
- Gutsche, Torsten (* 1968), deutscher Kanute, mehrfacher Weltmeister und dreifacher Olympiasieger
- Gutsche, Willibald (1926–1992), deutscher Historiker
- Gutschelhofer, Alfred (* 1960), österreichischer Ökonom, Rektor der Universität Graz
- Gutscher, Nicolay (* 1968), deutscher Kameramann
- Gutscher, Roman (1897–1967), österreichischer Politiker, Landtagsabgeordneter, Mitglied des Bundesrates
- Gutscher, Uli (* 1955), deutscher Jazzmusiker
- Gutschera, Herbert (1942–2003), deutscher Theologe, Religionspädagoge und Kirchenhistoriker
- Gutschi, Amina (* 1987), österreichische Fußballschiedsrichterassistentin
- Gutschi, Daniela (* 1967), österreichische Politikerin (ÖVP), Landtagsabgeordnete, Landesrätin in SalzburgDaniela Gutschi (* 1967)

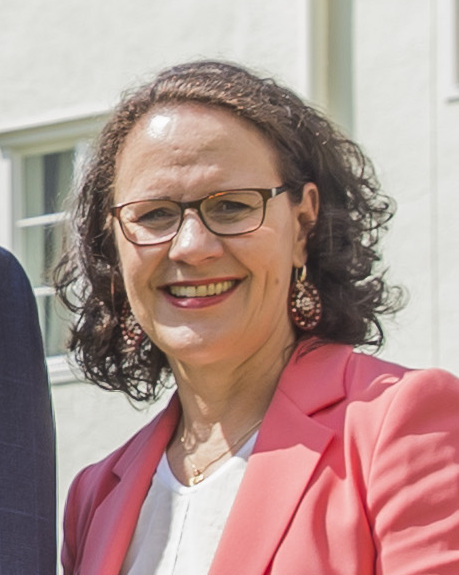
Daniela Gutschi (* 1967)

- Gutschke, Irmtraud (* 1950), deutsche Journalistin und Buchautorin mit Schwerpunkt Essayistik
- Gutschkow, Alexander Iwanowitsch (1862–1936), russischer Industrieller und Politiker
- Gutschmid, Alfred von (1831–1887), deutscher Historiker
- Gutschmid, Christian Gotthelf von (1721–1798), sächsischer Theologe, Pädagoge und Politiker
- Gutschmid, Christoph Sigismund von (1762–1812), sächsischer Generalleutnant
- Gutschmid, Felix von (1843–1905), deutscher Diplomat
- Gutschmidt, Carsten (* 1975), deutscher Regisseur
- Gutschmidt, Johannes (1876–1961), deutscher Offizier und Lagerleiter
- Gutschmidt, Karl (1937–2012), deutscher Slawist
- Gutschmidt, Klaus-Dieter, Unternehmer und ehemaliger Rollsporter
- Gutschmidt, Melissa (* 2002), Schweizer Leichtathletin
- Gutschmidt, Richard (1861–1926), deutscher Maler, Buchillustrator und Grafiker
- Gutschneider, Max von (1799–1874), bayerischer Verwaltungsbeamter
- Gütschow, Anton Diedrich (1765–1833), deutscher Politiker und Bürgermeister von Lübeck
- Gutschow, Arvid (1900–1984), deutscher Fotograf
- Gütschow, Beate (* 1970), deutsche Künstlerin
- Gütschow, Carl Abraham (1735–1798), Advokat, Kaufmann und Ratsherr der Hansestadt Lübeck
- Gütschow, Carl Hermann (1797–1850), deutscher Jurist und Ratssekretär der Hansestadt Lübeck
- Gütschow, Carl Philipp (1794–1838), deutscher Mediziner und erster Arzt der Lübecker Irrenanstalt
- Gütschow, Else (1865–1908), deutsche Historikerin und Kunsthistorikerin
- Gütschow, Ernst (1869–1946), deutscher Unternehmer und Kunstsammler
- Gütschow, Gert (1928–2023), deutscher Schauspieler
- Gutschow, Harald (1927–1998), deutscher Fremdsprachendidaktiker
- Gütschow, Heinrich Albrecht (1767–1839), Kaufmann und Ratsherr der Hansestadt Lübeck
- Gutschow, Hermann (1843–1903), deutscher Sanitätsoffizier
- Gutschow, Konstanty (1902–1978), deutscher Architekt und Stadtplaner
- Gütschow, Margarethe (1871–1951), deutsche Klassische Archäologin
- Gutschow, Niels (* 1941), deutscher Architekt und Bauhistoriker
- Gütschow, Torsten (* 1962), deutscher Fußballspieler und -trainerTorsten Gütschow (* 1962)

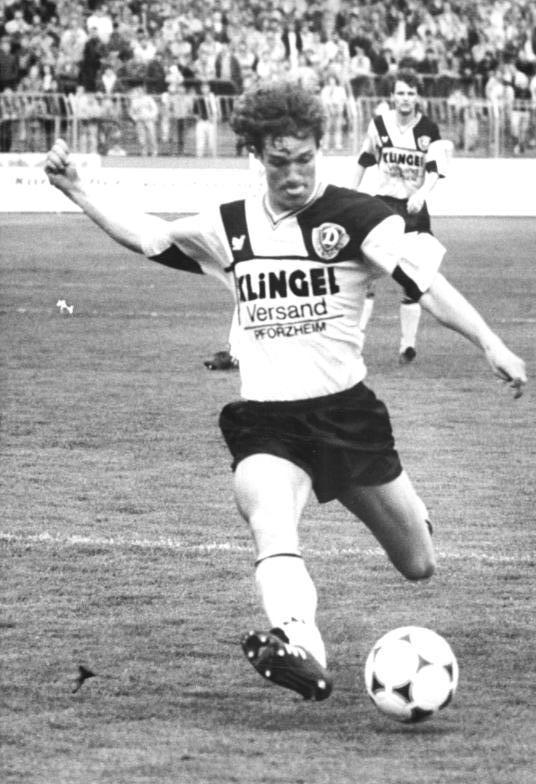
Torsten Gütschow (* 1962)

- Gutschwager, Helo (* 1947), deutscher Synchronsprecher, Szenenbildner und Schauspieler
- Gutschwager, Illo (1911–1977), deutscher Schauspieler und Film-Aufnahmeleiter
- Gutsel, Wilhelm (1848–1932), Gothaer Landtagsvizepräsident
- Gutsfeld, Andreas (* 1957), deutscher Althistoriker
- Gutslaff, Johann, deutsch-baltischer Pastor
- Gutsleff, Eberhard der Ältere (1654–1724), deutschbaltischer Theologe
- Gutsleff, Eberhard der Jüngere († 1749), deutschbaltischer Theologe
- Gutsleff, Heinrich († 1747), deutschbaltischer Pastor und Bibelübersetzer
- Gutsmiedl, Franz (* 1901), deutscher Politiker (NSDAP) und SA-Führer
- Gutsmiedl-Schümann, Doris (* 1976), deutsche Ur- und Frühgeschichtliche Archäologin
- GutsMuths, Johann Christoph Friedrich (1759–1839), deutscher Pädagoge und Mitbegründer des TurnensJohann Christoph Friedrich GutsMuths (1759–1839)

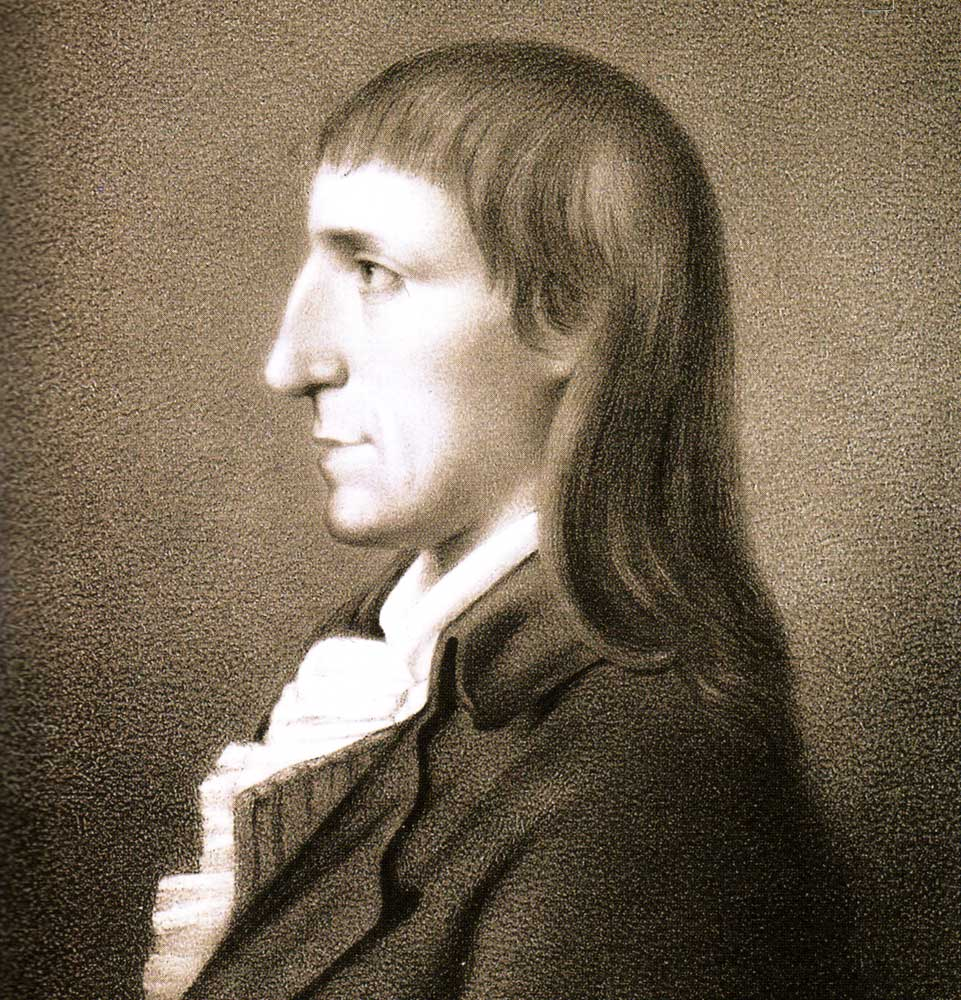
Johann Christoph Friedrich GutsMuths (1759–1839)

- Gutstein, Ernst (1924–1998), österreichischer Opernsänger (Bariton)

### Gutt
- Gütt, Arthur (1891–1949), deutscher Arzt und Rassenhygieniker
- Gutt, Camille (1884–1971), belgischer Politiker, Finanzmanager und Industrieller
- Gütt, Dieter (* 1924), deutscher Journalist
- Gütt, Friedel (1933–2020), deutscher Sportfunktionär
- Gutt, Julian (* 1957), deutscher Biologe sowie Polar- und Meeresforscher
- Gutt, Romuald Wiesław (1921–1988), polnischer Medizinhistoriker
- Gutta von Oettingen (1302–1329), Habsburger, Gräfin von Oettingen
- Gutta, Jwala (* 1983), indische Badmintonspielerin
- Guttag, John (* 1949), US-amerikanischer Informatiker
- Guttandin, Friedhelm (* 1949), deutscher Soziologe
- Guttau, Julian (* 1999), deutscher Fußballspieler
- Gütte, Friedrich (1779–1843), preußischer Verwaltungsbeamter und Gründer des Seebads Zoppot
- Gutte, Peter (* 1939), deutscher Botaniker
- Güttel, Caspar (1471–1542), lutherischer Theologe und Reformator
- Güttel, Oliver (* 1985), deutscher Boxer
- Güttel, Stefan (* 1981), deutscher Mathematiker
- Güttel, Wolfgang H. (* 1968), österreichischer Wirtschaftswissenschaftler
- Guttenberg, Adolf von (1839–1917), österreichischer Forstwissenschaftler und Naturschützer
- Guttenberg, Carl Gottlieb (1743–1792), deutscher Kupferstecher
- Guttenberg, Elisabeth Freifrau von und zu (1900–1998), deutsche Adelige, Gründerin und Vorsitzende mehrerer sozial-karitativer Einrichtungen und Organisationen
- Guttenberg, Emil von (1841–1941), österreichischer Feldmarschallleutnant und Eisenbahnminister
- Guttenberg, Enoch zu (1946–2018), deutscher DirigentEnoch zu Guttenberg (1946–2018)

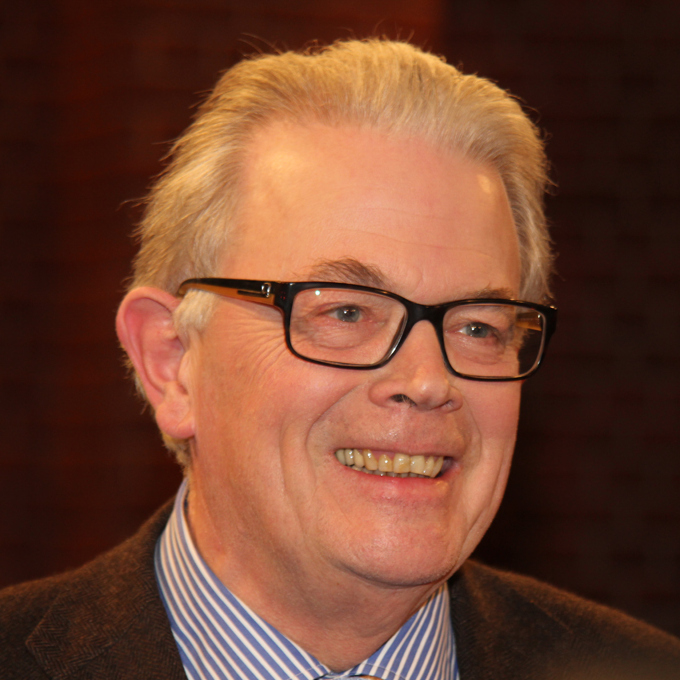
Enoch zu Guttenberg (1946–2018)

- Guttenberg, Erich Freiherr von (1888–1952), deutscher Historiker
- Guttenberg, Franz Theodor von (1652–1717), römisch-katholischer deutscher Geistlicher
- Guttenberg, Friedrich Karl Ludwig von und zu (1767–1822), deutscher Gutsbesitzer und Polizeipräsident
- Guttenberg, Georg Enoch Freiherr von und zu (1893–1940), deutscher Adliger, Mitglied des Bayerischen Reichsrates
- Guttenberg, Heinrich (1749–1818), deutscher Kupferstecher
- Guttenberg, Hermann von (1881–1969), österreichisch-deutscher Botaniker und Hochschullehrer
- Guttenberg, Hermann von und zu (1816–1882), bayerischer Gutsbesitzer und Politiker
- Guttenberg, Hertha von (1896–1990), deutsche Bildhauerin
- Guttenberg, Johann Gottfried von (1645–1698), Fürstbischof von Würzburg
- Guttenberg, Karl Ludwig Freiherr von und zu (1902–1945), deutscher Gutsbesitzer, Zeitschriftenherausgeber und Widerstandskämpfer
- Guttenberg, Karl Theodor zu (1921–1972), deutscher Politiker (CSU)
- Guttenberg, Karl-Theodor zu (* 1971), deutscher Lobbyist, Unternehmensberater, Fernsehmoderator und Autor sowie ehemaliger Politiker (CSU), MdBKarl-Theodor zu Guttenberg (* 1971)

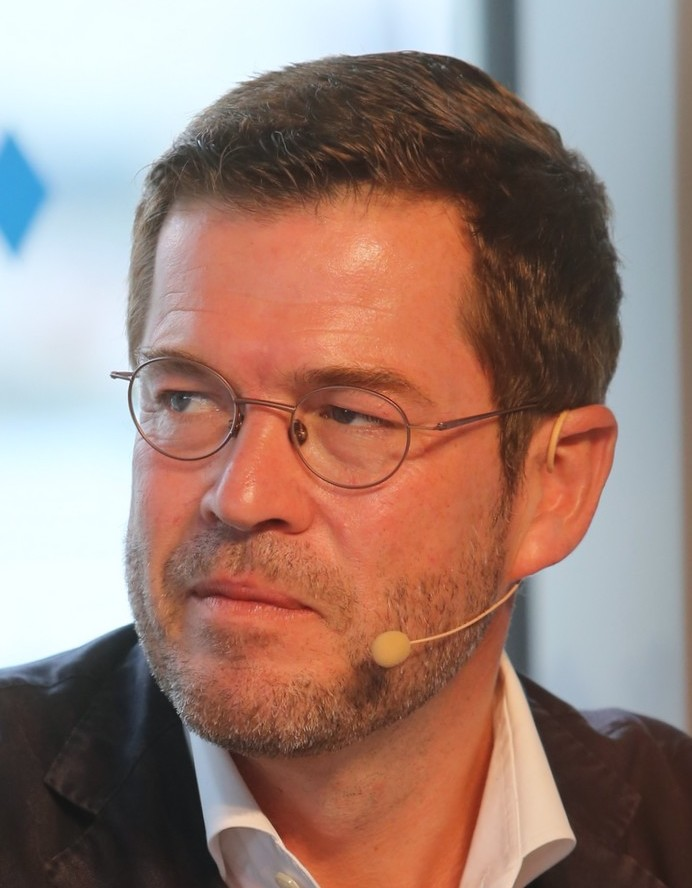
Karl-Theodor zu Guttenberg (* 1971)

- Guttenberg, Philipp Franz zu (* 1973), deutsch-österreichischer Land- und Forstwirt
- Guttenberg, Rosa (1878–1959), österreichische Malerin und Restauratorin
- Guttenberg, Steve (* 1958), US-amerikanischer Schauspieler
- Guttenberg, Wolfgang Philipp von und zu (1647–1733), deutscher Ordensritter des Malteserordens
- Guttenberger, Daniel (* 1997), österreichischer Poolbillardspieler
- Guttenberger, Elisabeth (1926–2024), deutsche Sinto und Überlebende des Porajmos
- Guttenberger, Franz (* 1949), deutscher Jurist
- Guttenberger, Johann Martin (1769–1821), deutscher Politiker, Mitglied des Gesetzgebenden Körpers der Freien Stadt Frankfurt
- Guttenberger, Jürgen (1941–2025), deutscher Politiker (SPD), MdL
- Guttenberger, Knebo (* 1982), deutscher Jazzmusiker
- Guttenberger, Luisa (* 1998), deutsche Fußballspielerin
- Guttenberger, Mano (* 1978), deutscher Jazzmusiker
- Guttenberger, Petra (* 1962), deutsche Politikerin (CSU), MdL
- Guttenberger, Philipp Carl (1798–1879), deutscher Politiker, Mitglied des Gesetzgebenden Körpers der Freien Stadt Frankfurt
- Guttenbrunn, Ludwig (1750–1819), österreichischer Porträtmaler
- Guttenbrunner, Josef (1917–2000), österreichischer Politiker (SPÖ), Landtagsabgeordneter, Mitglied des Bundesrates
- Guttenbrunner, Michael (1919–2004), österreichischer Dichter und Schriftsteller
- Guttenstein, Claire (1886–1948), belgische Schwimmerin
- Guttenstein, Wenzel Hroznata von (1663–1716), kaiserlicher wirklicher Geheimer und Hofkriegsrat, Generalfeldzeugmeister, Kommandant von Prag und kommandierender General im Königreich Böhmen
- Guttentag, Bill (* 1958), US-amerikanischer Drehbuchautor, Regisseur und Filmproduzent
- Guttentag, Immanuel (1817–1862), deutscher Verlagsbuchhändler
- Guttentag, Otto (1900–1992), deutsch-amerikanischer Mediziner
- Guttentag, Werner (1920–2008), bolivianischer Verleger und Buchhändler
- Gutter, Agnes (1917–1982), Schweizer Märchen-, Kinder- und Jugendliteraturforscherin
- Gutterer, Leopold (1902–1996), deutscher Politiker (NSDAP)
- Gutteridge, Lucy (* 1956), britische Schauspielerin
- Gutteridge, Martin (* 1939), britischer Spezialeffektkünstler
- Gutteridge, Melanie (* 1972), britische Schauspielerin
- Gutterman, Robert P., Filmtechniker und Erfinder
- Gutterson, Albert (1887–1965), US-amerikanischer Leichtathlet
- Guttfeld, Heinz (1904–1995), deutsch-israelischer Naturwissenschaftler
- Guttfeld, Paul (1893–1991), deutscher Pazifist, Siedler und Landwirtschaftsinstrukteur
- Guttfreund, Andre R. (* 1946), salvadorianischer Filmregisseur, Filmproduzent und Filmschaffender
- Güttgemanns, Erhardt (1935–2008), deutscher evangelischer Theologe, Linguist und Semiotiker
- Gutthäter, Georg Thomas (1654–1694), Nürnberger Patrizier, Kaufmann, Politiker und dilettierender Kupferstecher
- Güttich, Alfred (1883–1948), deutscher Mediziner, Hals-Nasen-Ohrenarzt, Leiter der HNO-Klinik der Universität Köln und Hochschullehrer
- Guttig, Anthony (* 1988), französischer Eishockeyspieler
- Guttiner (* 1994), brasilianischer Fußballspieler
- Gutting, Ernst (1919–2013), deutscher römisch-katholischer Geistlicher, Weihbischof in Speyer
- Gutting, Gary (1942–2019), US-amerikanischer Philosoph
- Gutting, Olav (* 1970), deutscher Politiker (CDU), MdBOlav Gutting (* 1970)

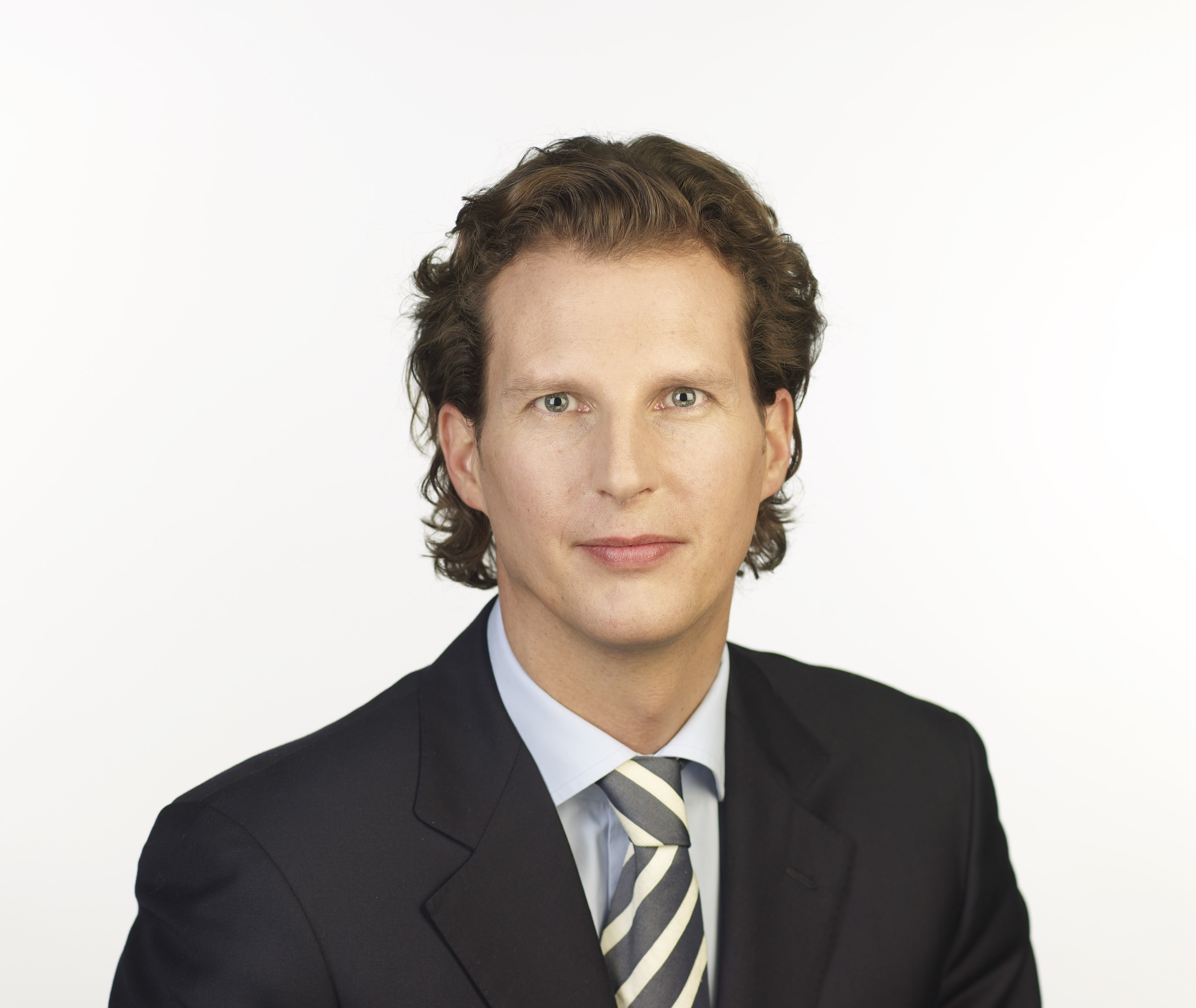
Olav Gutting (* 1970)

- Gutting, Willi (1901–1986), deutscher Lehrer und Schriftsteller
- Güttingen, Rudolf von († 1226), Abt von St. Gallen und Bischof von Chur
- Güttinger, August (1892–1970), Schweizer Turner
- Güttinger, Fritz (1907–1992), Schweizer Übersetzer, Pädagoge und Literaturwissenschaftler
- Güttinger, Heinrich (1874–1965), Schweizer Erfinder und Unternehmer
- Güttinger, Karin (* 1992), Schweizer Unihockeyspielerin
- Güttinger, Werner (1925–2013), deutscher Physiker
- Guttinguer, Ulric (1785–1866), französischer Schriftsteller
- Güttke, John (1931–2007), schwedischer Biathlet
- Guttke, Wolfgang (* 1940), deutscher Ingenieur und Mitglied der Volkskammer der DDR
- Güttl, Benedikt (* 1994), österreichischer Basketballspieler
- Güttler, Günter (* 1961), deutscher Fußballspieler und -trainer
- Güttler, Josef (1895–1975), deutscher Politiker (BV), MdL
- Güttler, Joseph (1841–1912), deutscher Chorrektor und Komponist
- Güttler, Károly (* 1968), ungarischer Schwimmer
- Güttler, Klaus-Peter (* 1949), deutscher Politiker (SPD), Staatssekretär in Hessen
- Güttler, Ludwig (* 1943), deutscher TrompeterLudwig Güttler (* 1943)

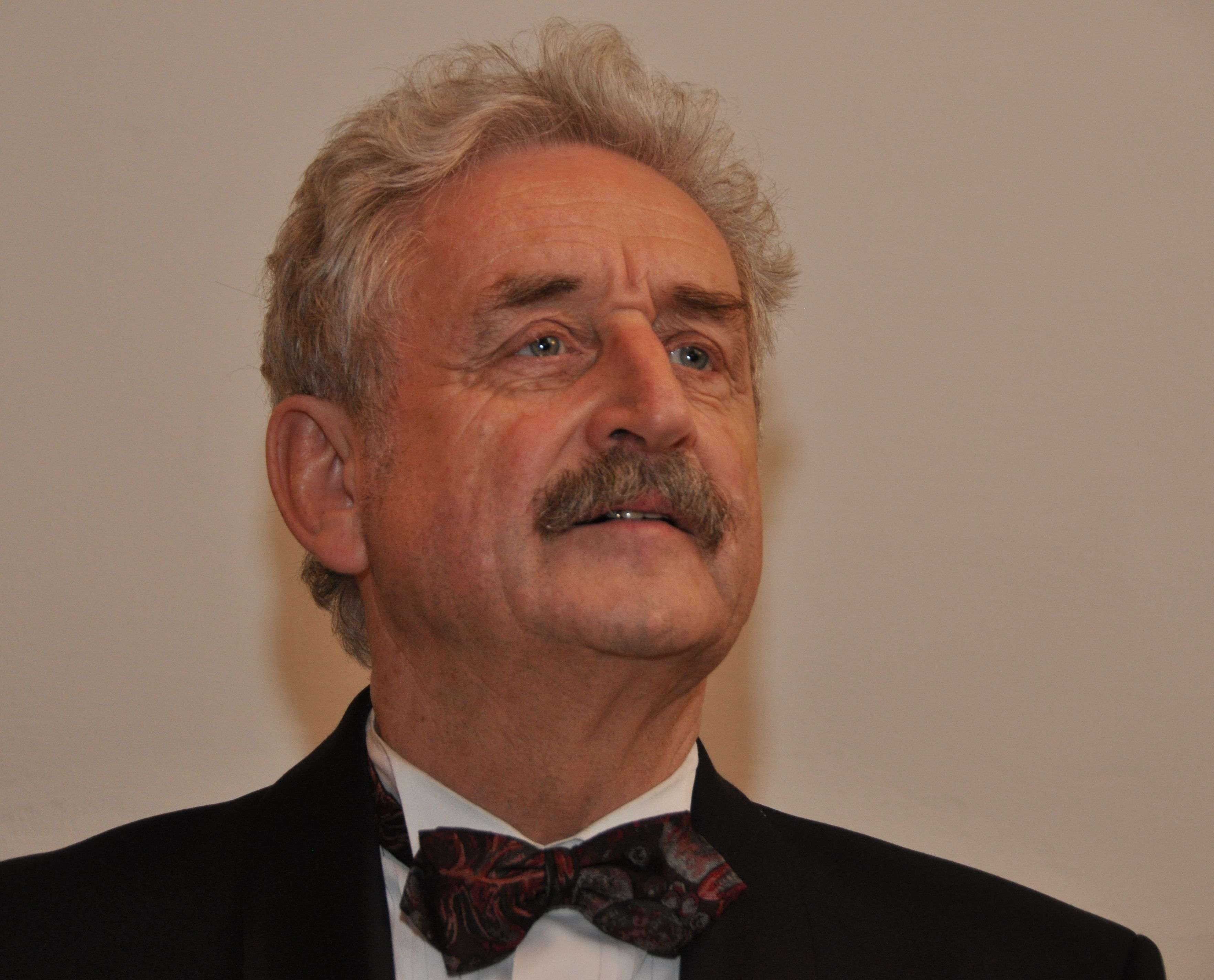
Ludwig Güttler (* 1943)

- Güttler, Michael (* 1966), deutscher Dirigent
- Güttler, Peter-Götz (1939–2024), deutscher Medailleur und Architekt
- Güttler, Wolfgang (1945–2022), deutscher Kontrabassist
- Guttmacher, Alan Frank (1898–1974), US-amerikanischer Gynäkologe und Geburtshelfer
- Guttmacher, Elijahu (1796–1874), Rabbiner und Vorläufer des Zionismus
- Guttmacher, Karlheinz (* 1942), deutscher Politiker (FDP), MdB
- Guttman, Amir Fryszer (1976–2017), israelischer Popsänger, LGBT-Aktivist und Musicaldarsteller
- Guttman, David (1883–1940), schwedischer Marathonläufer
- Guttman, Lee (1925–2015), deutsch-amerikanische Zeichnerin und Koloristin
- Guttman, Louis (1916–1987), amerikanisch-israelischer Sozialforscher, der 1947 nach Palästina auswanderte
- Guttman, Ronald (* 1952), belgischer Schauspieler sowie Film- und Theaterproduzent
- Guttman, Ruth (* 1923), israelische Genetikerin und Psychologin
- Guttman, Shmarya (1909–1996), israelischer Geograph und Archäologe
- Guttmann, Alexander (1851–1889), österreichischer Bühnenschauspieler und Operettensänger
- Guttmann, Allen (* 1932), US-amerikanischer Sporthistoriker
- Guttmann, Andreas (* 1993), österreichischer Grasskiläufer
- Guttmann, Arthur (1877–1956), österreichischer Bühnenschauspieler
- Guttmann, Arthur (1881–1948), deutscher Chemiker und Spezialist auf dem Gebiet der Hochofenschlacke
- Guttmann, Artur (1891–1945), österreichischer Kapellmeister und Filmkomponist
- Guttmann, Axel (1944–2001), deutscher Bauunternehmer und Sammler antiker Waffen
- Guttmann, Béla (1899–1981), ungarischer Fußballspieler und -trainerBéla Guttmann (1899–1981)

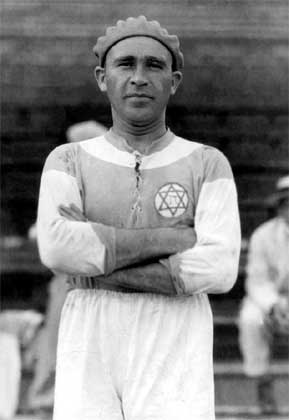
Béla Guttmann (1899–1981)

- Guttmann, Bernhard (1869–1959), deutscher Journalist
- Guttmann, Emil (1879–1934), österreichischer Schauspieler, Regisseur und Sänger
- Guttmann, Erich (1896–1948), deutscher Psychiater und Neurologe
- Guttmann, Erwin Moritz Herbert (1909–1980), deutscher Schachkomponist
- Guttmann, Franz (* 1949), österreichischer Politiker (SPÖ), Landtagsabgeordneter
- Guttmann, Giselher (* 1934), österreichischer Psychologe und Psychotherapeut
- Guttmann, Günter (1940–2008), deutscher Fußballspieler und -trainer
- Guttmann, Hermann Zvi (1917–1977), deutscher Architekt
- Guttmann, Jakob (1811–1860), ungarischer Bildhauer und Graveur
- Guttmann, Jakob (1845–1919), deutscher Rabbiner und Religionsphilosoph
- Guttmann, Josef (1902–1958), tschechoslowakischer linker Intellektueller und Politiker
- Guttmann, Julius (1880–1950), deutscher Rabbiner und Religionsphilosoph
- Guttmann, Ketty (1883–1967), deutsche kommunistische Politikerin und Aktivistin für die Rechte der Prostituierten
- Guttmann, Leopoldine (1856–1939), österreichische Kunstgewerblerin
- Guttmann, Ludwig (1899–1980), deutscher Neurochirurg und Förderer des BehindertensportsLudwig Guttmann (1899–1980)

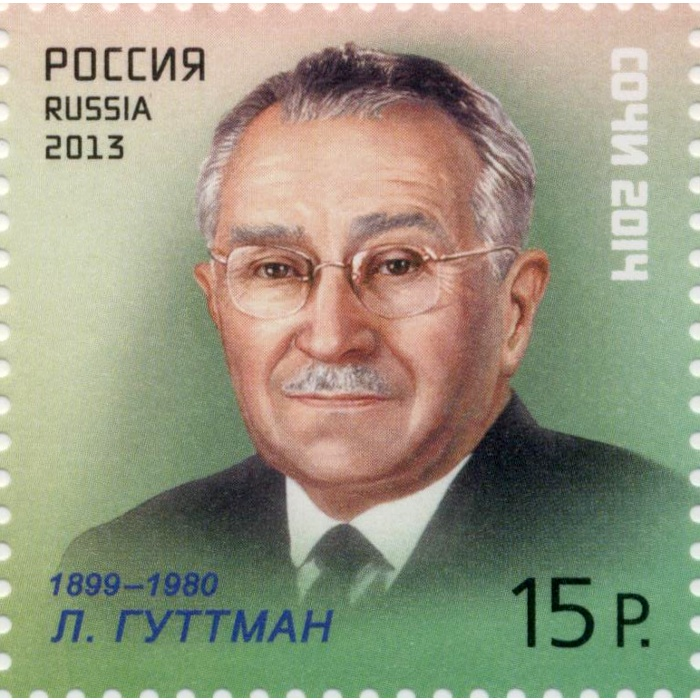
Ludwig Guttmann (1899–1980)

- Guttmann, Marcus (* 1991), österreichischer Volleyball-Nationalspieler
- Guttmann, Martin (* 1957), US-amerikanischer Aktionskünstler
- Guttmann, Micha (* 1947), deutscher Rechtsanwalt, Journalist und Medientrainer
- Guttmann, Michael (1872–1942), Talmudforscher
- Guttmann, Oscar (1855–1910), österreich-ungarischer Chemiker und Chemiehistoriker
- Guttmann, Oskar (1885–1943), deutscher Komponist
- Guttmann, Paul (1834–1893), deutscher Pathologe, Physiologe und Sachbuchautor
- Guttmann, Paul (* 1879), österreichischer Schauspieler, Regisseur und Inspizient
- Guttmann, Robert (1880–1942), tschechoslowakischer Maler
- Guttmann, Simon (1891–1990), deutscher Dichter des Expressionismus
- Guttmann, Walter (1873–1941), deutscher Mediziner und Forscher
- Guttmann, Wilhelm (1886–1941), deutscher Opernsänger (Bass) und Komponist
- Güttner, Bruno (1909–1945), deutscher Schauspieler
- Guttner, Camilla (* 1992), deutsch-österreichische Filmregisseurin, Drehbuchautorin, Produzentin und Bildende Künstlerin
- Guttner, Hans A. (1945–2025), deutsch-österreichischer Filmemacher, Regisseur, Autor und Produzent
- Güttner, Horst-Günther (1912–1983), deutscher Pathologe, Rektor der Medizinischen Akademie „Carl Gustav Carus“
- Güttner, Tobias (* 1982), deutscher Eishockeytorwart
- Güttner, Vittorio (1869–1935), österreichisch-deutscher Bildhauer, Schauspieler und Hobby-Indianistiker
- Guttorm († 1224), Erzbischof von Nidaros (1215–1224)
- Guttorm Sigurdsson (1199–1204), norwegischer König
- Guttorm, Antti (* 1982), finnischer Snowboarder
- Guttorm, Eino (1941–2005), finnisch-samischer Schriftsteller
- Guttorm, Hans Aslak (1907–1992), finnisch-samischer Schriftsteller
- Guttormsen, Finn (* 1968), norwegischer Jazzbassist
- Guttormsen, Guttorm (* 1950), norwegischer Jazzmusiker
- Guttormsen, Oscar (1884–1964), norwegischer Leichtathlet
- Guttormsen, Per Willy (* 1942), norwegischer Eisschnellläufer
- Guttormsen, Simen (* 2001), norwegischer Stabhochspringer
- Guttormsen, Sondre (* 1999), norwegischer Stabhochspringer
- Guttormsson, Andras († 1544), Løgmaður der Färöer
- Guttormsson, Ísak, Løgmaður der Färöer
- Guttowski, Bruno (1924–1977), deutscher Eishockeyspieler und -trainer
- Guttridge, Bill (1931–2013), englischer Fußballspieler und -trainer
- Güttsches, Arnold (1904–1975), deutscher Archivar und Direktor des Kölner Stadtarchivs
- Guttsman Ostwalt, Eva (1902–2010), deutsch-amerikanische Überlebende und Zeitzeugin des Holocaust
- Guttstadt, Albert (1840–1909), preußischer Mediziner
- Guttuso, Renato (1911–1987), italienischer Maler, Zeichner, Illustrator, Bühnenbildner, Kunstkritiker, Essayist und Politiker
- Gutty, Paul (1942–2006), französischer Radrennfahrer
- Guttzeit, Emil Johannes (1898–1984), deutscher Lehrer, Autor und Heimatforscher
- Guttzeit, Johannes Friedrich (1853–1935), deutscher Naturphilosoph, Buchautor und Prediger

### Gutu
- Guțu, Ana (* 1962), moldauische Politikerin, Parlamentsabgeordnete und Professorin
- Guțu, Andrei (* 1980), moldauischer Gewichtheber
- Guțu, Lidia (* 1954), moldauische Ministerin, Parlamentsabgeordnete und Botschafterin
- Guțu, Modest (* 1937), rumänischer Zoologe
- Guțu, Roberto (* 2000), deutscher Gewichtheber
- Guțul, Evghenia (* 1986), moldauische Juristin und PolitikerinEvghenia Guțul (* 1986)

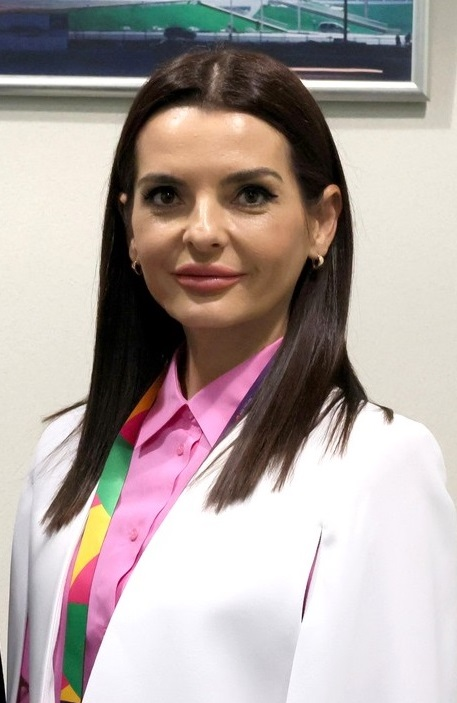
Evghenia Guțul (* 1986)

### Gutw
- Gutwein, Daniel (* 1951), US-amerikanischer Komponist, Saxophonist, Shakuhachispieler und Musikpädagoge
- Gutwein, Douglas (1948–2023), US-amerikanischer Politiker
- Gutwein, Peter (* 1964), australischer Politiker
- Gutwell, Anita (1930–2022), österreichische Schauspielerin
- Gutwenger, Engelbert (1905–1985), deutscher Theologe
- Gutweninger, Jean (1892–1979), Schweizer Turner

### Gutz
- Gutzeit, Björn (* 1972), deutscher Polizeibeamter, Polizeivizepräsident in Frankfurt am Main
- Gutzeit, Bruno (* 1966), französischer Schwimmer
- Gutzeit, Erich (1898–1973), deutscher Komponist, Arrangeur und Dirigent von Unterhaltungsmusik
- Gutzeit, Ernst (1863–1927), deutscher Landwirtschafts- und Hochschullehrer
- Gutzeit, Fynn (* 1990), deutscher Fußballspieler
- Gutzeit, Hans (1894–1975), deutscher Offizier, Generalmajor der Wehrmacht
- Gutzeit, Hedwig (1871–1945), deutsche Stummfilmschauspielerin und Autorin
- Gutzeit, Johanna von (* 1987), deutsche Schauspielerin und Synchronsprecherin
- Gutzeit, Kai (* 1981), deutscher Basketballspieler
- Gutzeit, Konstanze von (* 1985), deutsche Cellistin
- Gutzeit, Kurt (1893–1957), deutscher Internist und Hochschullehrer
- Gutzeit, Lilly Joan (* 1999), deutsche Schauspielerin
- Gutzeit, Martin (* 1952), deutscher Geistlicher und Politiker (SPD), MdV, MdB
- Gutzeit, Peter (* 1946), deutscher Fußballspieler
- Gutzeit, Reinhart von (1947–2025), deutscher Musikpädagoge
- Gutzeit, Sascha (* 1972), deutscher Musiker, Texter und Komponist
- Gutzeit, Siegmar (* 1952), deutscher Florettfechter
- Gutzeit, Stefan (* 1944), deutscher Fußballspieler
- Gutzeit, Tilo (* 1938), deutscher Eiskunstläufer
- Gutzelnig, Harald (* 1956), österreichischer Sachbuch- und Softwareautor
- Gutzen, Dieter (* 1937), deutscher Literaturwissenschaftler
- Gutzki-Heitmann, Birte (* 1977), deutsche Politikerin (SPD), MdHB
- Gützkow, Carl von (1757–1838), schwedischer und preußischer Offizier
- Gutzkow, Karl (1811–1878), deutscher Schriftsteller, Dramatiker und JournalistKarl Gutzkow (1811–1878)

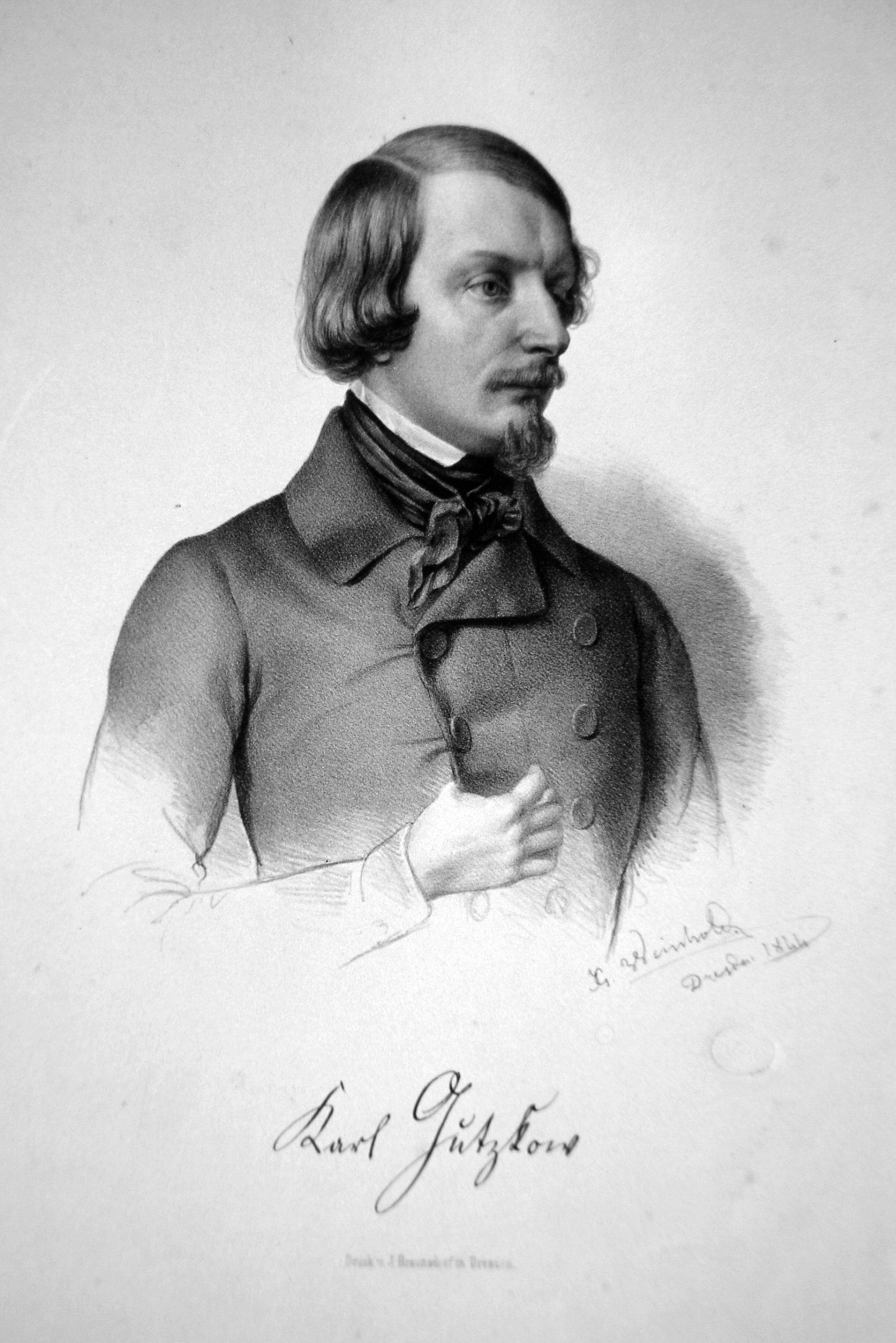
Karl Gutzkow (1811–1878)

- Gützlaff, Heinz (1905–1961), deutscher kommunistischer Widerstandskämpfer
- Gützlaff, Karl (1803–1851), deutscher evangelischer Missionar und BibelübersetzerKarl Gützlaff (1803–1851)

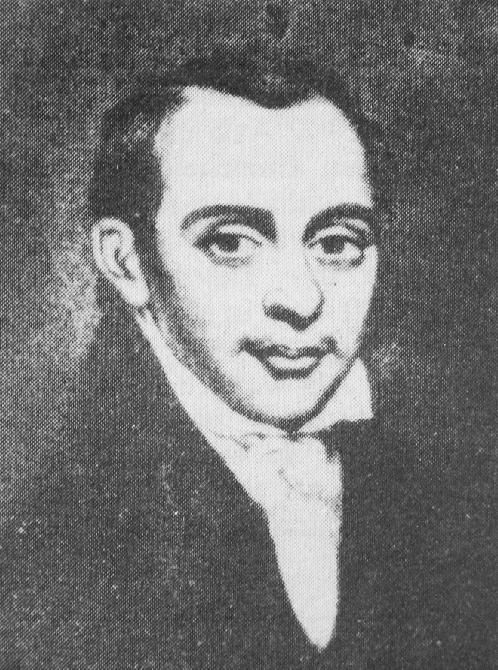
Karl Gützlaff (1803–1851)

- Gutzler, Dieter (* 1964), deutscher Fußballspieler
- Gutzler, Stephan (* 1973), deutscher Jurist, Präsident des Landessozialgerichts Rheinland-Pfalz
- Gützloe, Eduard (1814–1878), deutscher Richter und Abgeordneter
- Gutzmann, Albert (1837–1910), deutscher Taubstummenlehrer
- Gutzmann, Daniel, deutscher Germanist (Linguist)
- Gutzmann, Hermann jr. (1892–1972), deutscher Mediziner und Logopäde
- Gutzmann, Hermann sen. (1865–1922), deutscher Mediziner und Begründer der Phoniatrie in Deutschland
- Gutzmer, Alexander (* 1974), deutscher Chefredakteur des Architekturmagazins Baumeister und Editorial Director des Münchner Verlagshauses Callwey
- Gutzmer, August (1860–1924), deutscher Mathematiker
- Gutzmer, Johann Georg († 1716), deutscher Jurist
- Gutzmer, Karl (1924–2007), deutscher Buchhändler und Heimatforscher
- Gutzmer, Laurentius (1636–1703), deutscher evangelisch-lutherischer Geistlicher, Dompropst am Ratzeburger Dom (ab 1701)
- Gutzmer, Peter, deutscher Manager
- Gutzmerow, Emil von (1821–1906), Kammerherr der Königin bzw. Kaiserin Augusta, Standesherr auf Schloss Groß Leuthen und Mitglied des Preußischen Herrenhauses
- Gutzschbach, Richard († 1921), deutscher Opernsänger (Bariton)
- Gutzschebauch, Johann Gottlob (1816–1905), deutscher Pfarrer und Autor
- Gutzschhahn, Uwe-Michael (* 1952), deutscher Schriftsteller und Übersetzer
- Gutzwiller, Andreas (1845–1917), Schweizer Geologe und Paläontologe
- Gutzwiller, Carl (1856–1928), Schweizer Bankier
- Gutzwiller, Felix (* 1948), Schweizer Politiker (FDP)
- Gutzwiller, Hans (1913–1988), Schweizer Altphilologe und Gymnasialrektor
- Gutzwiller, Hellmut (1922–2007), Schweizer Historiker und Archivar und Staatsarchivar des Kantons Solothurn
- Gutzwiller, Hildegard (1897–1957), Schweizer Ordensfrau und Gerechte unter den Völkern
- Gutzwiller, Kathryn (* 1948), US-amerikanische Klassische Philologin
- Gutzwiller, Martin (1925–2014), Schweizer theoretischer Physiker
- Gutzwiller, Max (1889–1989), Schweizer Jurist
- Gutzwiller, Richard (1896–1958), Schweizer katholischer Theologe
- Gutzwiller, Sebastian (1798–1872), Elsässer Maler
- Gutzwiller, Stephan (1802–1875), Schweizer Anwalt, Politiker und Hauptführer der Baselbieter Revolution
- Gutzwiller-Meyer, Emilie (1868–1929), Schweizer Frauenrechtlerin